# Créchets
Créchets est une commune française située dans l'est du département des Hautes-Pyrénées, en région Occitanie. Sur le plan historique et culturel, la commune est dans le pays de Comminges, correspondant à l’ancien comté de Comminges, circonscription de la province de Gascogne située sur les départements actuels du Gers, de la Haute-Garonne, des Hautes-Pyrénées et de l'Ariège.
Exposée à un climat de montagne, elle est drainée par l'Ourse et par un autre cours d'eau. La commune possède un patrimoine naturel remarquable composé de quatre zones naturelles d'intérêt écologique, faunistique et floristique.
Créchets est une commune rurale qui compte 46 habitants en 2022, après avoir connu un pic de population de 214 habitants en 1851. Ses habitants sont appelés les Créchetois ou  Créchetoises.

## Géographie

### Localisation
La commune de Créchets se trouve dans le département des Hautes-Pyrénées, en région Occitanie.
Elle se situe à 48 km à vol d'oiseau de Tarbes, préfecture du département, à 35 km de Bagnères-de-Bigorre, sous-préfecture, et à 21 km de Lannemezan, bureau centralisateur du canton de la Vallée de la Barousse dont dépend la commune depuis 2015 pour les élections départementales.
La commune fait en outre partie du bassin de vie de Montréjeau.
Les communes les plus proches sont : 
Anla (0,6 km), Aveux (0,8 km), Antichan (1,0 km), Gaudent (1,2 km), Gembrie (1,4 km), Ilheu (1,8 km), Sarp (1,9 km), Sacoué (1,9 km).
Sur le plan historique et culturel, Créchets fait partie du pays de Comminges, correspondant à l’ancien comté de Comminges, circonscription de la province de Gascogne située sur les départements actuels du Gers, de la Haute-Garonne, des Hautes-Pyrénées et de l'Ariège.
|         | Aveux    |          |
|         | Créchets | Anla     |
| Gaudent | Gembrie  | Antichan |

### Paysages

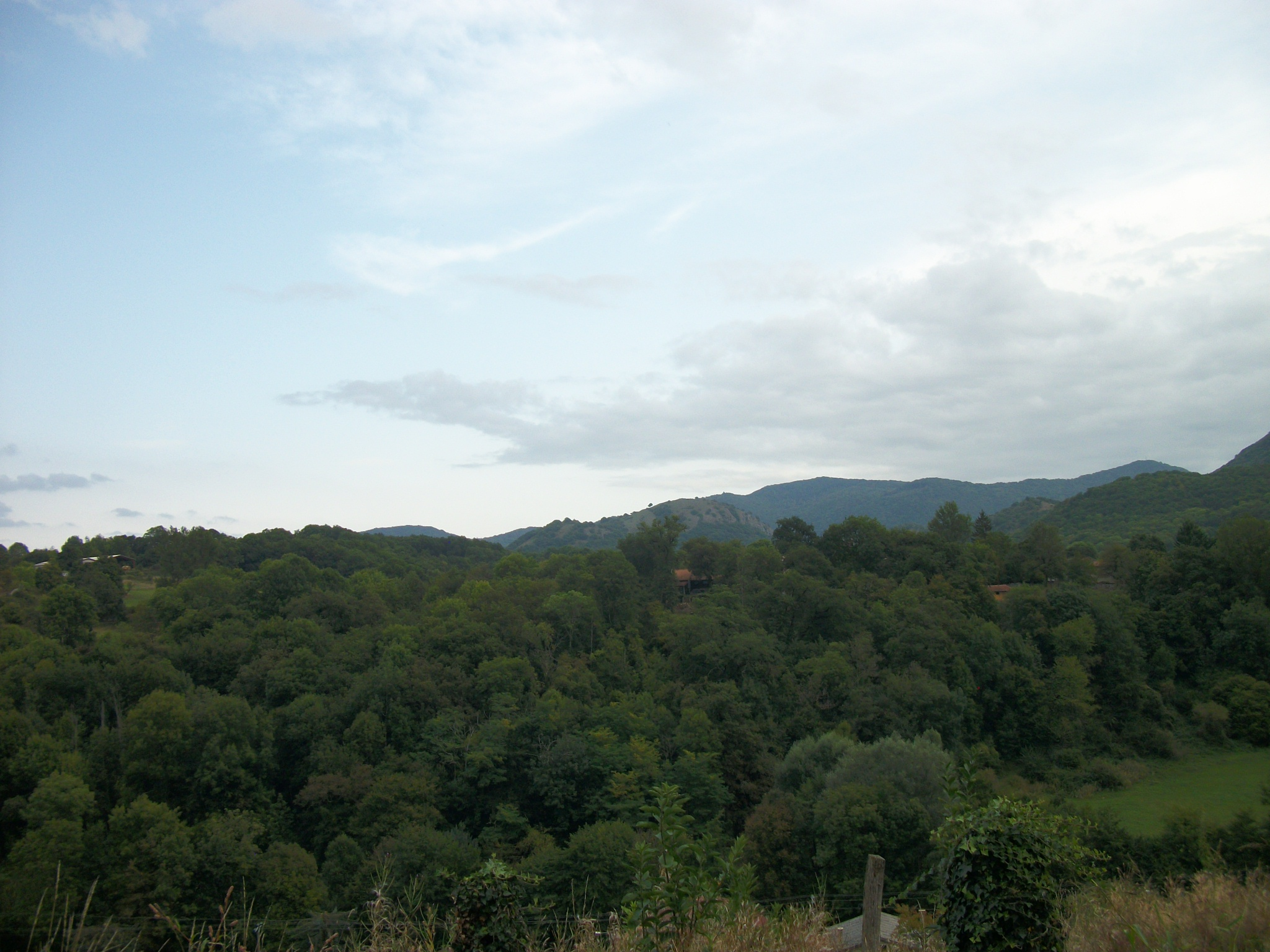
Vue depuis le village
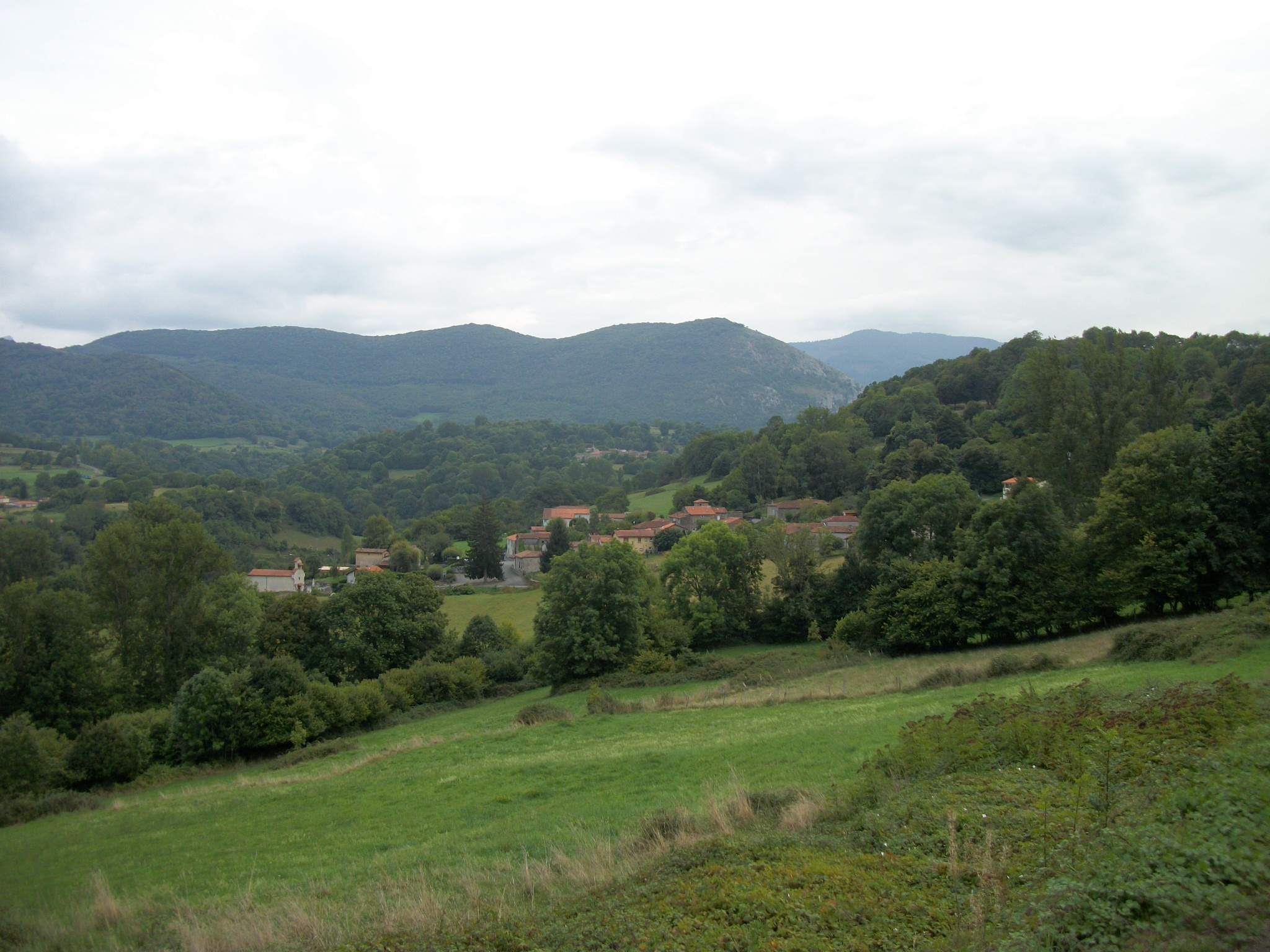
Paysage avec le village de Créchets

### Hydrographie

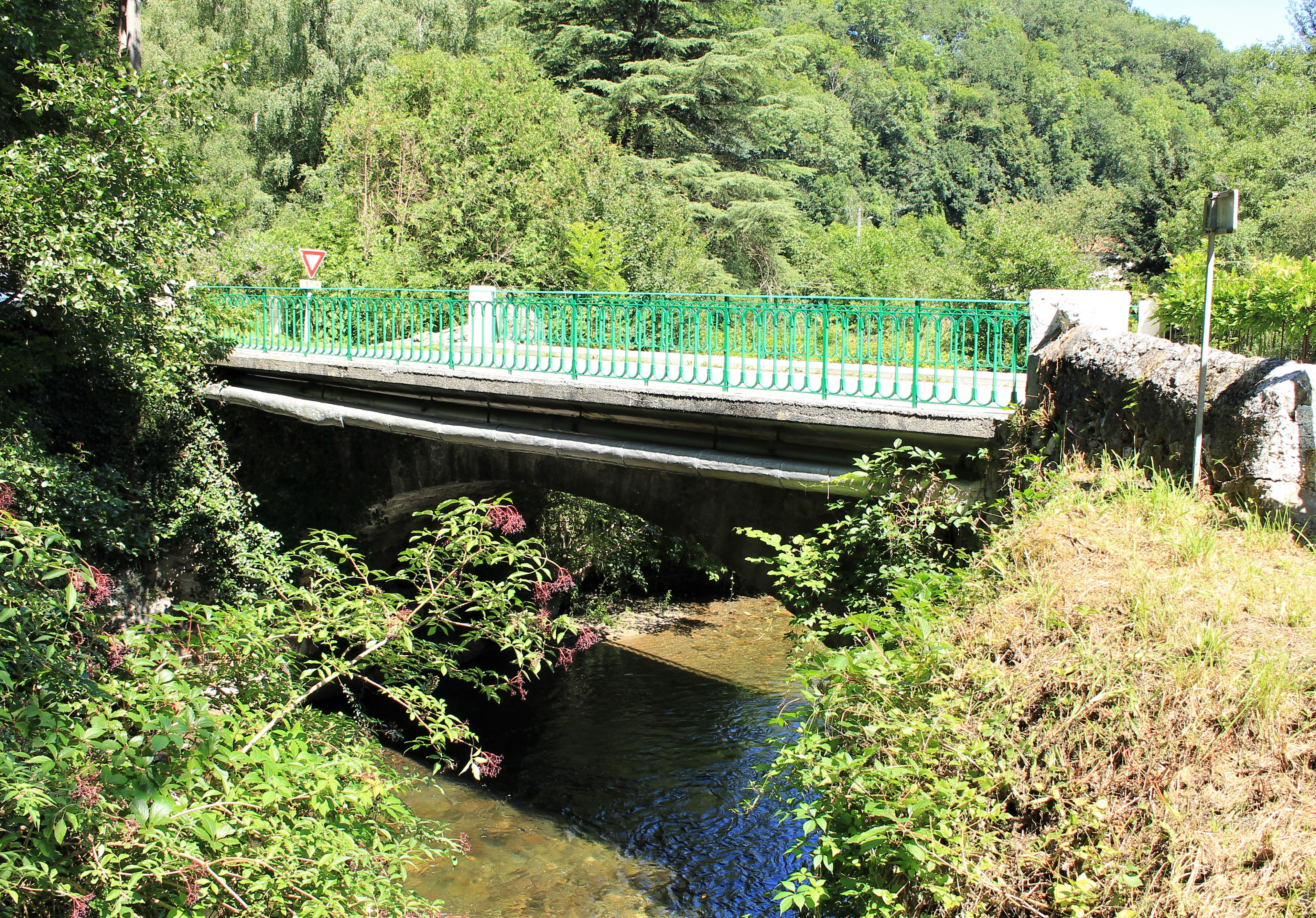
L’Ourse traversant Créchets.

La commune est dans le bassin versant de la Garonne, au sein du bassin hydrographique Adour-Garonne. Elle est drainée par l'Ourse, le ruisseau des Graves, constituant un réseau hydrographique de 2 km de longueur totale,.
L'Ourse, d'une longueur totale de 25,4 km, prend sa source dans la commune de Ferrère et s'écoule du sud vers le nord. Il traverse la commune et se jette dans la Garonne à Loures-Barousse, après avoir traversé 12 communes.

### Climat
La commune jouit d'un climat montagnard caractérisé par des étés doux (température moyenne de 25 °C) et des périodes de beaux temps. Parfois des orages éclatent sous forme de fortes averses, imprévues et violentes. Quant aux hivers, ils sont frais ou froids avec des températures de 3 °C en moyenne, et souvent humides avec de fréquentes dépressions en provenance de l'Atlantique amenant de la pluie.
| Mois                              | jan.  | fév.  | mars  | avril | mai   | juin  | jui.  | août  | sep.  | oct.  | nov.  | déc.  | année   |
| --------------------------------- | ----- | ----- | ----- | ----- | ----- | ----- | ----- | ----- | ----- | ----- | ----- | ----- | ------- |
| Température minimale moyenne (°C) | 1     | 2     | 4     | 6     | 9     | 13    | 15    | 15    | 12    | 9     | 4     | 2     | 7,7     |
| Température moyenne (°C)          | 5,2   | 5,6   | 8,4   | 10,1  | 13,8  | 17,8  | 18,6  | 18,8  | 16,4  | 13,5  | 7,5   | 5,5   | 11,8    |
| Température maximale moyenne (°C) | 10    | 11    | 14    | 15    | 19    | 22    | 25    | 25    | 23    | 19    | 14    | 11    | 17,3    |
| Ensoleillement (h)                | 108,8 | 118,8 | 155,6 | 157,2 | 181,3 | 191,5 | 215,5 | 196,4 | 194,5 | 164,4 | 124,4 | 104,4 | 1 912,8 |
| Précipitations (mm)               | 98,6  | 63,3  | 99    | 108,2 | 137   | 87,1  | 72,6  | 70,5  | 69,5  | 81,9  | 101,4 | 97,4  | 1 086   |

### Milieux naturels et biodiversité
L’inventaire des zones naturelles d'intérêt écologique, faunistique et floristique (ZNIEFF) a pour objectif de réaliser une couverture des zones les plus intéressantes sur le plan écologique, essentiellement dans la perspective d’améliorer la connaissance du patrimoine naturel national et de fournir aux différents décideurs un outil d’aide à la prise en compte de l’environnement dans l’aménagement du territoire.
Deux ZNIEFF de type 1 sont recensées sur la commune :
le « Col de Mortis et pic de Cau » (191 ha), couvrant 5 communes dont une dans la Haute-Garonne et quatre dans les Hautes-Pyrénées et 
« l'Ourse et ses affluents de Ferrère à Izaourt » (85 ha), couvrant 18 communes du département
et deux ZNIEFF de type 2, : 
- les « Garonne amont, Pique et Neste » (1 788 ha), couvrant 112 communes dont 42 dans la Haute-Garonne et 70 dans les Hautes-Pyrénées[13] ;
- les « montagnes sèches et rocheuses en rives gauche et droite de l'Ourse et à Saint-Bertrand-de-Comminges » (5 147 ha), couvrant 24 communes dont deux dans la Haute-Garonne et 22 dans les Hautes-Pyrénées[14].

## Urbanisme

### Typologie
Au 1er janvier 2024, Créchets est catégorisée commune rurale à habitat dispersé, selon la nouvelle grille communale de densité à sept niveaux définie par l'Insee en 2022.
Elle est située hors unité urbaine et hors attraction des villes,.

### Occupation des sols
L'occupation des sols de la commune, telle qu'elle ressort de la base de données européenne d’occupation biophysique des sols Corine Land Cover (CLC), est marquée par l'importance des forêts et milieux semi-naturels (59,9 % en 2018), une proportion identique à celle de 1990 (59,9 %). La répartition détaillée en 2018 est la suivante : 
forêts (38,4 %), zones agricoles hétérogènes (31 %), milieux à végétation arbustive et/ou herbacée (21,5 %), prairies (9,1 %).
L'IGN met par ailleurs à disposition un outil en ligne permettant de comparer l’évolution dans le temps de l’occupation des sols de la commune (ou de territoires à des échelles différentes). Plusieurs époques sont accessibles sous forme de cartes ou photos aériennes : la carte de Cassini (XVIIIe siècle), la carte d'état-major (1820-1866) et la période actuelle (1950 à aujourd'hui).

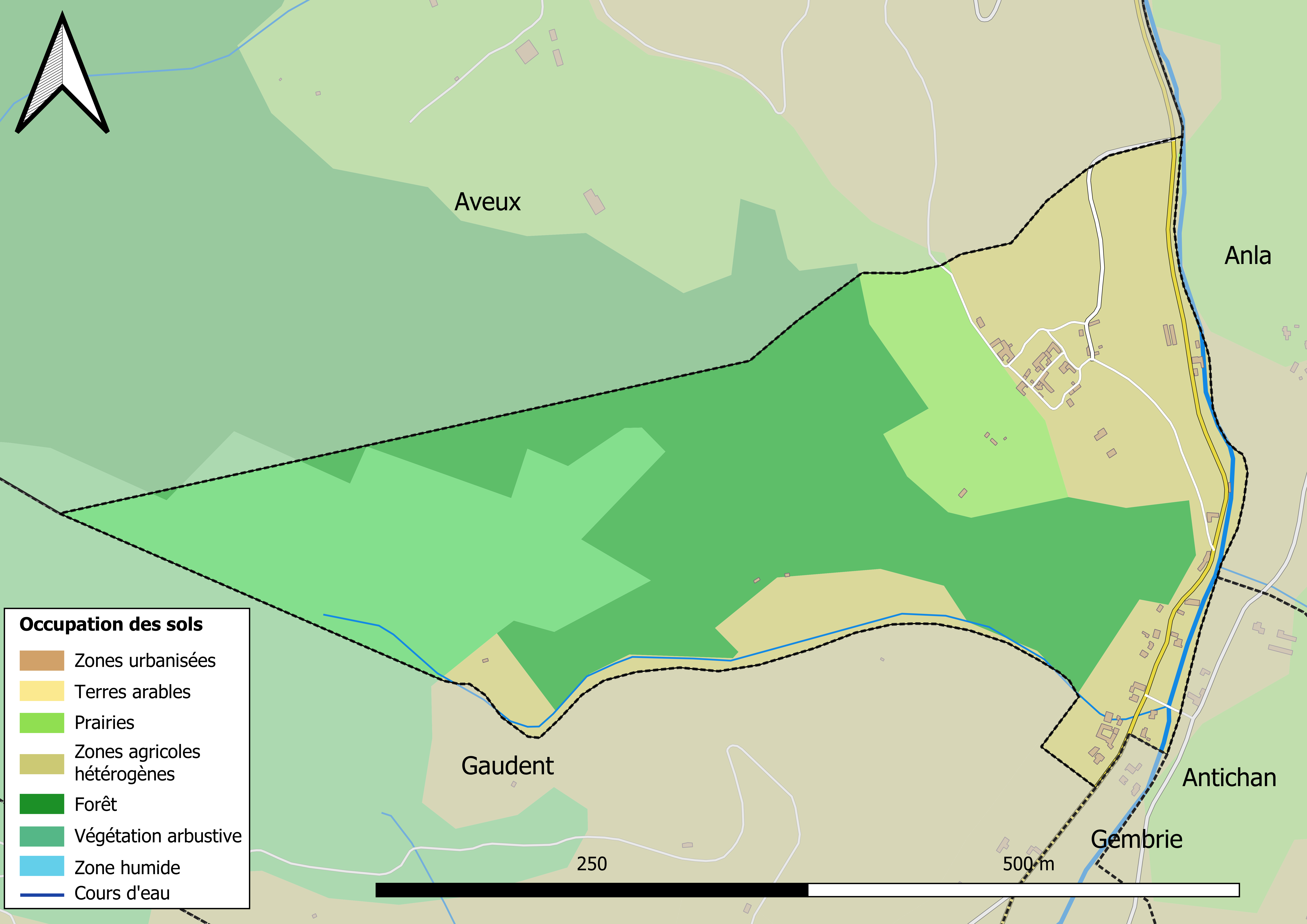
Carte des infrastructures et de l'occupation des sols en 2018 (CLC) de la commune.
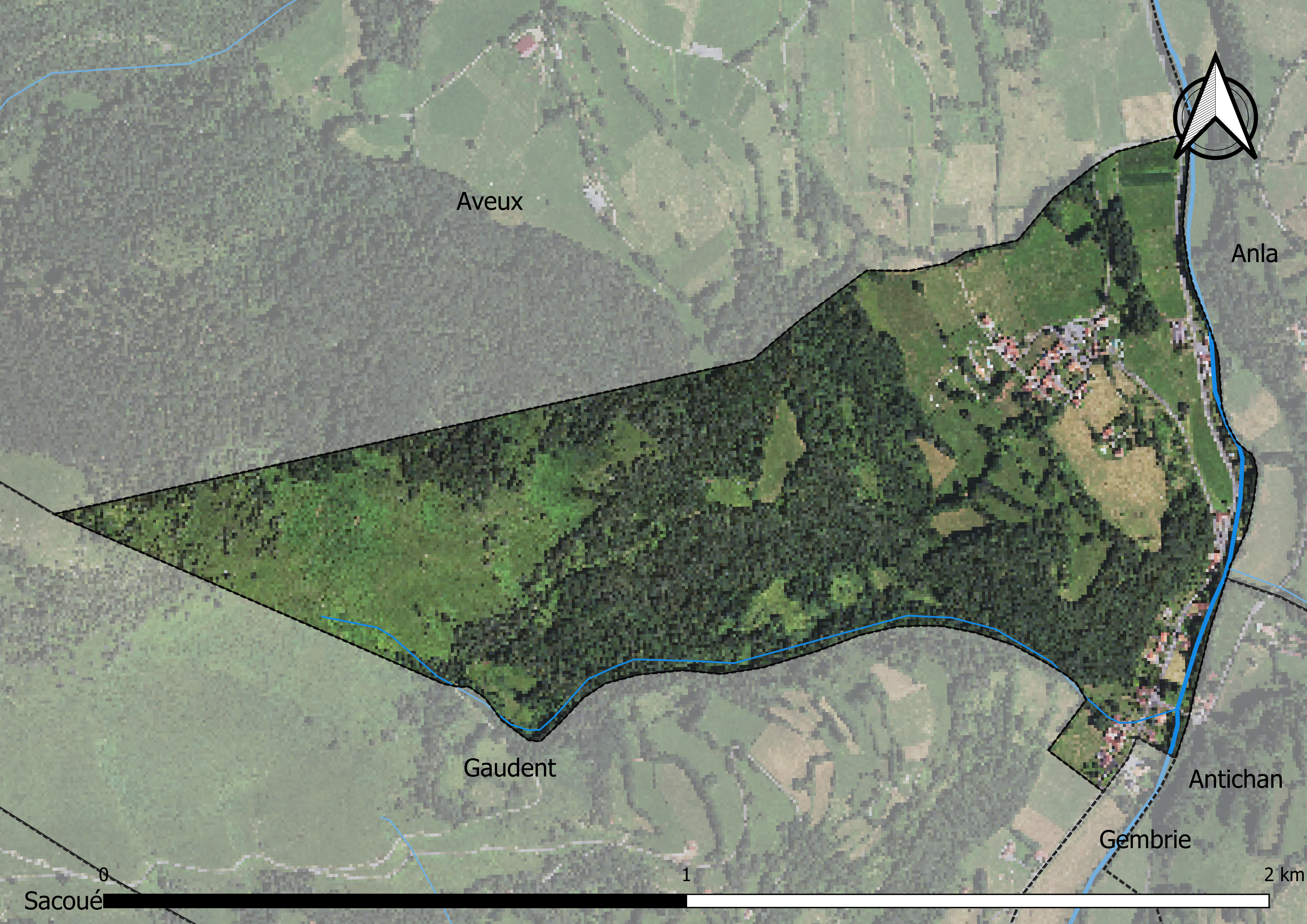
Carte orthophotogrammétrique de la commune.

### Logement
En 2012, le nombre total de logements dans la commune est de 41.

Parmi ces logements, 52,4 % sont des résidences principales, 40,5 % des résidences secondaires et 7,1 % des logements vacants.

### Voies de communication et transports
Cette commune est desservie par la route départementale D 925 et par la route départementale D 124.

### Risques majeurs
Le territoire de la commune de Créchets est vulnérable à différents aléas naturels : météorologiques (tempête, orage, neige, grand froid, canicule ou sécheresse), inondations, feux de forêts, mouvements de terrains et séisme (sismicité moyenne). Un site publié par le BRGM permet d'évaluer simplement et rapidement les risques d'un bien localisé soit par son adresse soit par le numéro de sa parcelle.
Certaines parties du territoire communal sont susceptibles d’être affectées par le risque d’inondation par débordement de cours d'eau, notamment l'Ourse. La cartographie des zones inondables en ex-Midi-Pyrénées réalisée dans le cadre du XIe Contrat de plan État-région, visant à informer les citoyens et les décideurs sur le risque d’inondation, est accessible sur le site de la DREAL Occitanie. La commune a été reconnue en état de catastrophe naturelle au titre des dommages causés par les inondations et coulées de boue survenues en 1982, 1999 et 2009,.
Créchets est exposée au risque de feu de forêt. Un plan départemental de protection des forêts contre les incendies a été approuvé par arrêté préfectoral le 21 avril 2020 pour la période 2020-2029. Le précédent couvrait la période 2007-2017. L’emploi du feu est régi par deux types de réglementations. D’abord le code forestier et l’arrêté préfectoral du 27 octobre 2014, qui réglementent l’emploi du feu à moins de 200 m des espaces naturels combustibles sur l’ensemble du département. Ensuite celle établie dans le cadre de la lutte contre la pollution de l’air, qui interdit le brûlage des déchets verts des particuliers. L’écobuage est quant à lui réglementé dans le cadre de commissions locales d’écobuage (CLE)

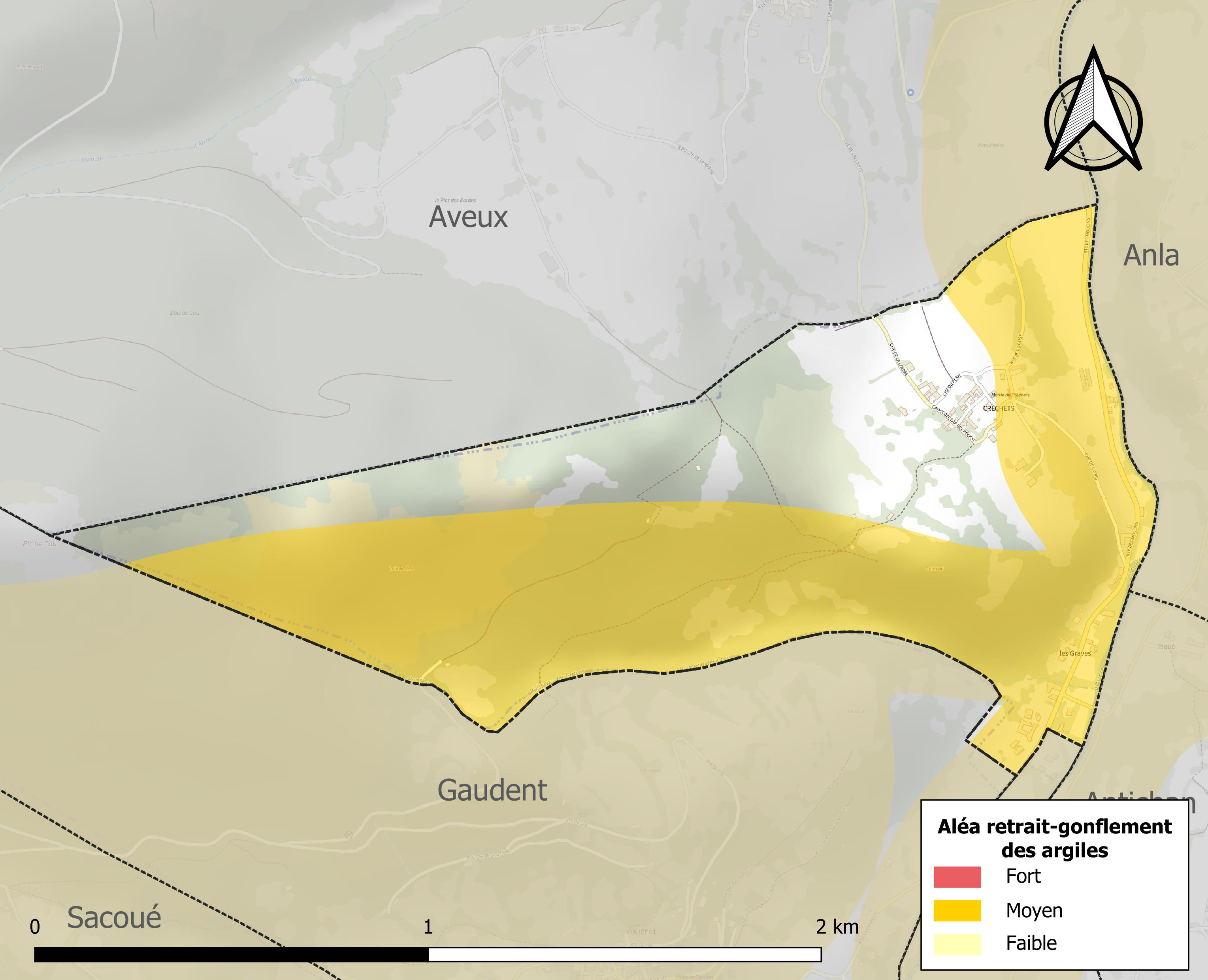
Carte des zones d'aléa retrait-gonflement des sols argileux de Créchets.

Les mouvements de terrains susceptibles de se produire sur la commune sont des tassements différentiels.
Le retrait-gonflement des sols argileux est susceptible d'engendrer des dommages importants aux bâtiments en cas d’alternance de périodes de sécheresse et de pluie. 65,1 % de la superficie communale est en aléa moyen ou fort (44,5 % au niveau départemental et 48,5 % au niveau national). Sur les 38 bâtiments dénombrés sur la commune en 2019, 25 sont en aléa moyen ou fort, soit 66 %, à comparer aux 75 % au niveau départemental et 54 % au niveau national. Une cartographie de l'exposition du territoire national au retrait gonflement des sols argileux est disponible sur le site du BRGM,.
Par ailleurs, afin de mieux appréhender le risque d’affaissement de terrain, l'inventaire national des cavités souterraines permet de localiser celles situées sur la commune.
Concernant les mouvements de terrains, la commune a été reconnue en état de catastrophe naturelle au titre des dommages causés par des mouvements de terrain en 1999.

## Toponymie

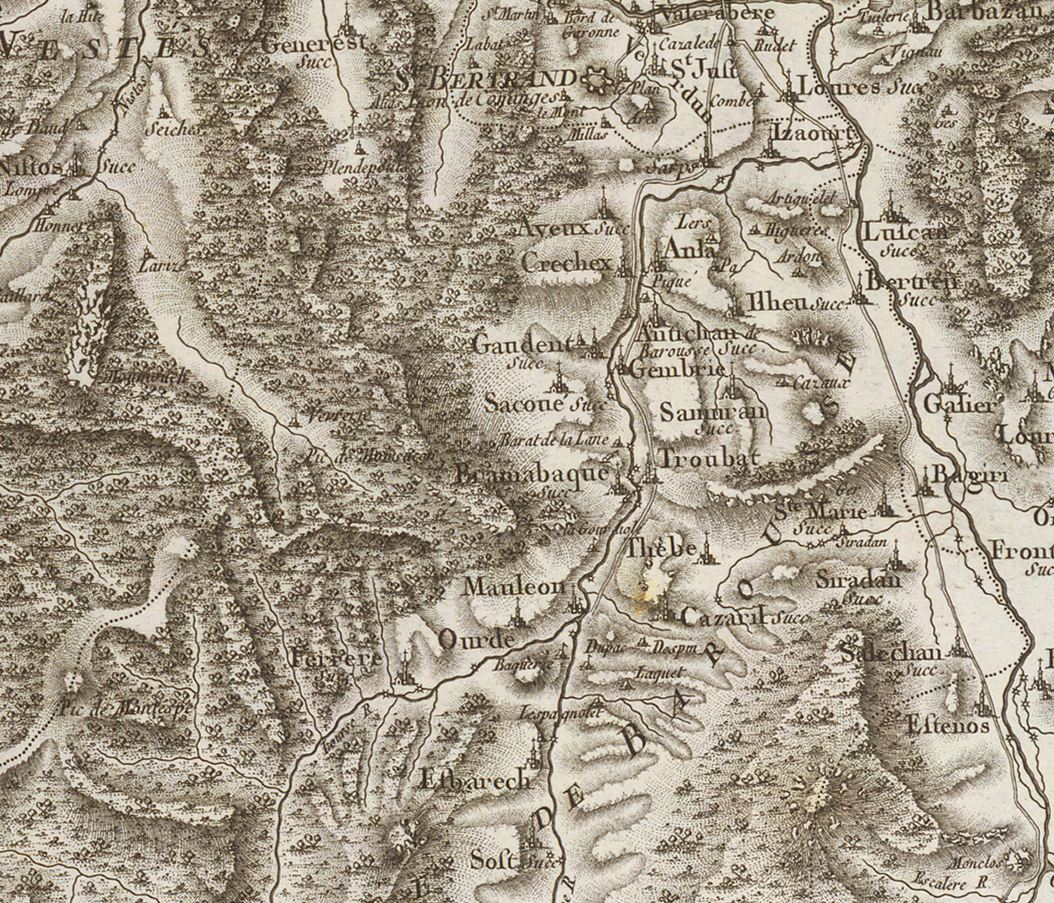
Extrait de la carte de Cassini (entre 1756 et 1789) situant Créchets au nord de Mauléon-Barousse

On trouvera les principales informations dans le Dictionnaire toponymique des communes des Hautes Pyrénées de Michel Grosclaude et Jean-François Le Nail qui rapporte les dénominations historiques du village.
Dénominations historiques :
- de Crepellis, latin (1387, pouillé du Comminges) ;
- Creychets, (1767, Larcher, cartulaire Comminges) ;
- Crechex, (1772, registres paroissiaux) ;
- Chrechex, (1790, Département 1) ;
- Crecheix, (1790, Département 2) ;
- Crechex, (fin XVIIIe siècle, carte de Cassini).

Nom occitan : Creishèths.

## Histoire
Le village est le théâtre d'un fait divers le 22 décembre 1944 : un quadruple meurtre a lieu à la ferme Sost. Déserteurs de l'armée espagnole, Julian Agudo-Priéto, José Ramiro-Bernal et José Sanchez-Munoz, âgés de 32, 29 et 33 ans, se rendent à la ferme qu'ils ont repéré pour son opulence après y avoir cherché du travail en qualité de bûcherons. Ils menacent les quatre occupants (le maire de Créchets-en-Barousse Pierre Sost, sa mère Rosalie, leur domestique Joaquin Rick et un ami voisin Jean Ribes) d'un revolver, les regroupent dans la cuisine pendant qu'ils fouillent les pièces à la recherche d'argent. Après avoir réuni des louis d'or, des pièces d'argent et plusieurs milliers de francs en billets, ils poignardent Pierre et Rosalie, assomment Joaquin et Jean à coups de madrier et les égorgent. Les jurés de la cour d'assises des Hautes-Pyrénées ne leur reconnaissant aucune circonstance atténuante, ils sont condamnés à la peine de mort le 26 septembre 1946. Après le rejet du pourvoi en cassation et du recours en grâce, les trois hommes sont guillotinés dans la cour de prison de Tarbes le 31 janvier 1948 et sont les derniers fiancés de la « Veuve » en Hautes-Pyrénées.

### Cadastre napoléonien de Créchets
Le plan cadastral napoléonien de Créchets est consultable sur le site des archives départementales des Hautes-Pyrénées.

## Politique et administration

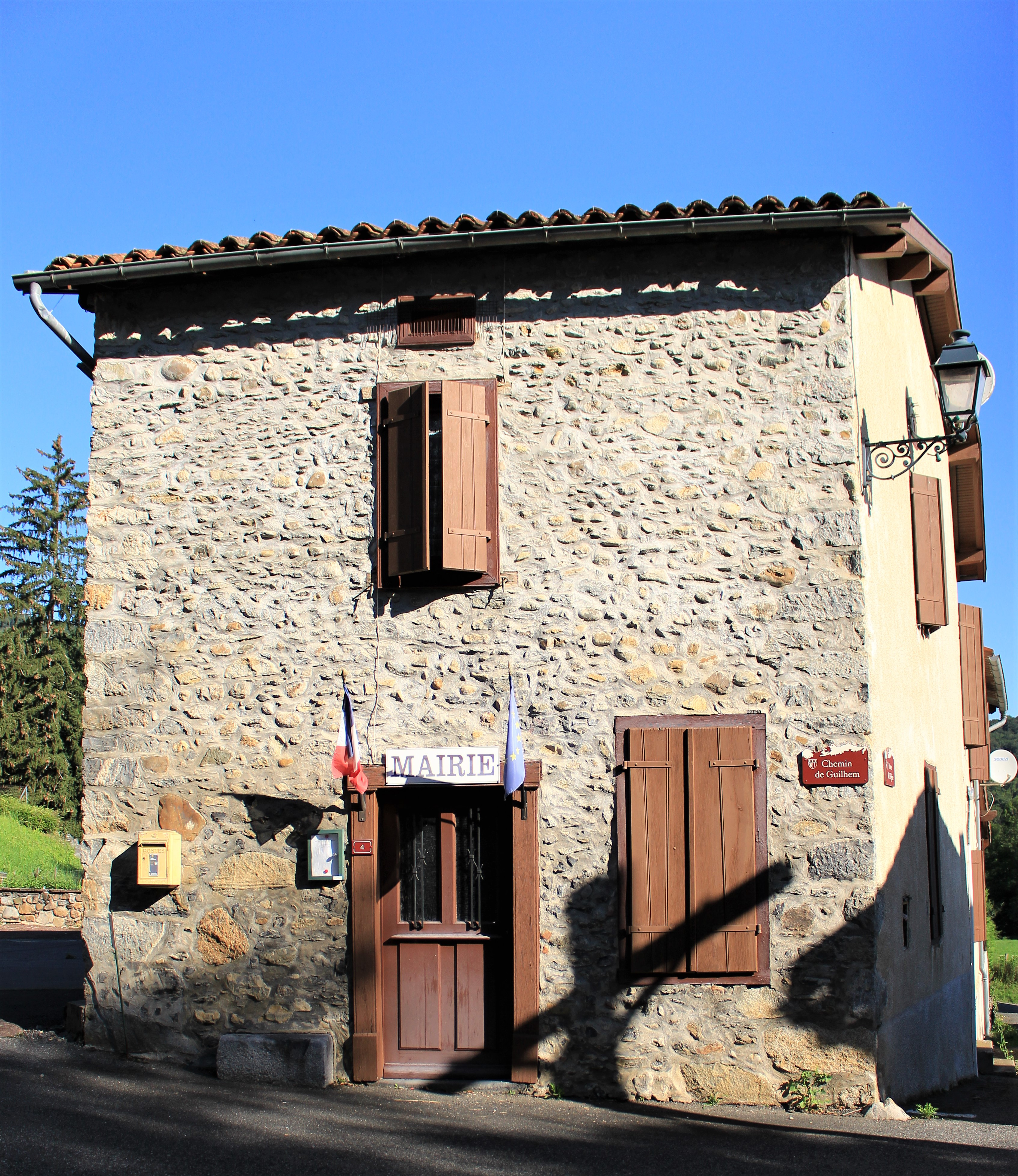
La mairie en 2023.

### Liste des maires
| Période                                  | Période  | Identité         | Étiquette | Qualité |
| ---------------------------------------- | -------- | ---------------- | --------- | ------- |
| Les données manquantes sont à compléter. |          |                  |           |         |
|                                          | 1944     | Pierre Sost      |           |         |
| mars 2001                                | mai 2020 | Justine Coignard |           |         |
| mai 2020                                 | En cours | Évelyne Garie    |           |         |

### Rattachements administratifs et électoraux

#### Historique administratif
Sénéchaussée d'Auch, pays des Quatre-Vallées, Vallée de la Barousse, canton de Barousse (1801-2014).

#### Intercommunalité
Créchets appartient à la communauté de communes Neste Barousse créée en janvier 2017 et qui réunit 43 communes.

### Services publics
La commune de Créchets dispose d'une agence postale.

## Population et société

### Démographie

#### Évolution démographique
L'évolution du nombre d'habitants est connue à travers les recensements de la population effectués dans la commune depuis 1793. Pour les communes de moins de 10 000 habitants, une enquête de recensement portant sur toute la population est réalisée tous les cinq ans, les populations de référence des années intermédiaires étant quant à elles estimées par interpolation ou extrapolation. Pour la commune, le premier recensement exhaustif entrant dans le cadre du nouveau dispositif a été réalisé en 2006.

En 2022, la commune comptait 46 habitants, en évolution de −14,81 % par rapport à 2016 (Hautes-Pyrénées : +1,59 %, France hors Mayotte : +2,11 %).
| 1793 | 1800 | 1806 | 1821 | 1831 | 1836 | 1841 | 1846 | 1851 |
| ---- | ---- | ---- | ---- | ---- | ---- | ---- | ---- | ---- |
| 61   | 130  | 156  | 136  | 136  | 197  | 184  | 211  | 214  |

| 1856 | 1861 | 1866 | 1872 | 1876 | 1881 | 1886 | 1891 | 1896 |
| ---- | ---- | ---- | ---- | ---- | ---- | ---- | ---- | ---- |
| 207  | 182  | 169  | 161  | 168  | 129  | 148  | 125  | 124  |

| 1901 | 1906 | 1911 | 1921 | 1926 | 1931 | 1936 | 1946 | 1954 |
| ---- | ---- | ---- | ---- | ---- | ---- | ---- | ---- | ---- |
| 130  | 101  | 99   | 86   | 73   | 59   | 60   | 49   | 68   |

| 1962 | 1968 | 1975 | 1982 | 1990 | 1999 | 2006 | 2011 | 2016 |
| ---- | ---- | ---- | ---- | ---- | ---- | ---- | ---- | ---- |
| 52   | 47   | 41   | 38   | 30   | 35   | 37   | 44   | 54   |

| 2021 | 2022 | - | - | - | - | - | - | - |
| ---- | ---- | - | - | - | - | - | - | - |
| 50   | 46   | - | - | - | - | - | - | - |

### Enseignement
La commune dépend de l'académie de Toulouse. Elle ne dispose plus d'école en 2016.

## Économie

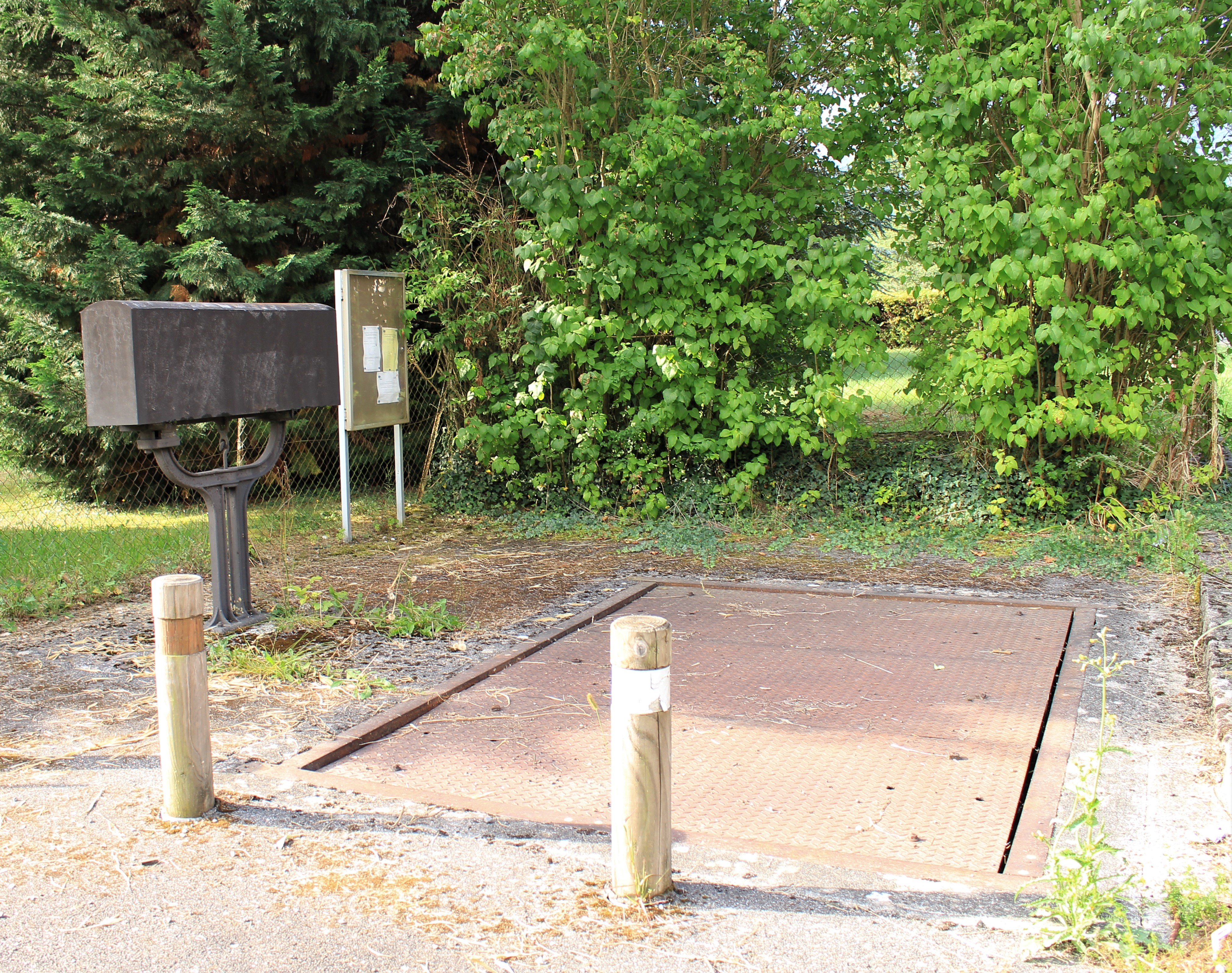
L'ancienne bascule en 2023.

### Emploi
|                | 2008   | 2013   | 2018  |
| -------------- | ------ | ------ | ----- |
| Commune        | 16,7 % | 10,3 % | 6,7 % |
| Département    | 7,7 %  | 9,4 %  | 9,8 % |
| France entière | 8,3 %  | 10 %   | 10 %  |

En 2018, la population âgée de 15 à 64 ans s'élève à 32 personnes, parmi lesquelles on compte 66,7 % d'actifs (60 % ayant un emploi et 6,7 % de chômeurs) et 33,3 % d'inactifs,. En  2018, le taux de chômage communal (au sens du recensement) des 15-64 ans est inférieur à celui de la France et du département, alors qu'en 2008 la situation était inverse.
La commune est hors attraction des villes,. Elle compte 2 emplois en 2018, contre 4 en 2013 et 2 en 2008. Le nombre d'actifs ayant un emploi résidant dans la commune est de 19, soit un indicateur de concentration d'emploi de 11,1 % et un taux d'activité parmi les 15 ans ou plus de 45,5 %.
Sur ces 19 actifs de 15 ans ou plus ayant un emploi, 2 travaillent dans la commune, soit 11 % des habitants. Pour se rendre au travail, 88,9 % des habitants utilisent un véhicule personnel ou de fonction à quatre roues, 5,6 % s'y rendent en deux-roues, à vélo ou à pied et 5,6 % n'ont pas besoin de transport (travail au domicile).

## Culture locale et patrimoine

### Lieux et monuments
- Église Saint-Christophe.
- Montjoie Notre-Dame de Pitié construit à la fin du XIXe par le père Ferrère de Garaison, né à Créchets. Le montjoie a été restauré vers 1950, elle abrite une piétà, au-dessus on peut y lire l'inscription en latin "MATERDOLOROSA O.P.N"[34].
- Une croix placer en 1888.

Sélection de vues des édifices religieux
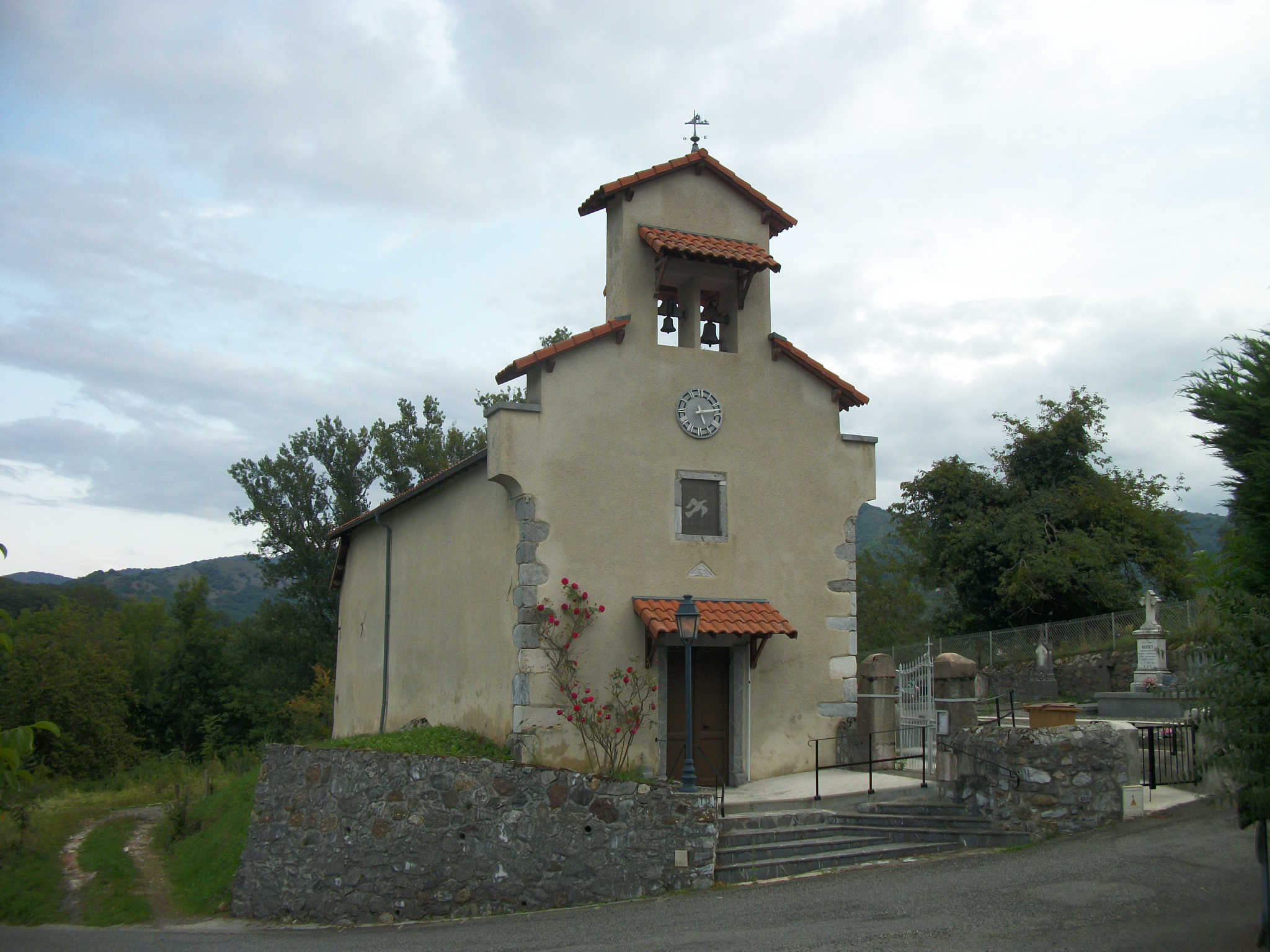
L'église Saint-Christophe
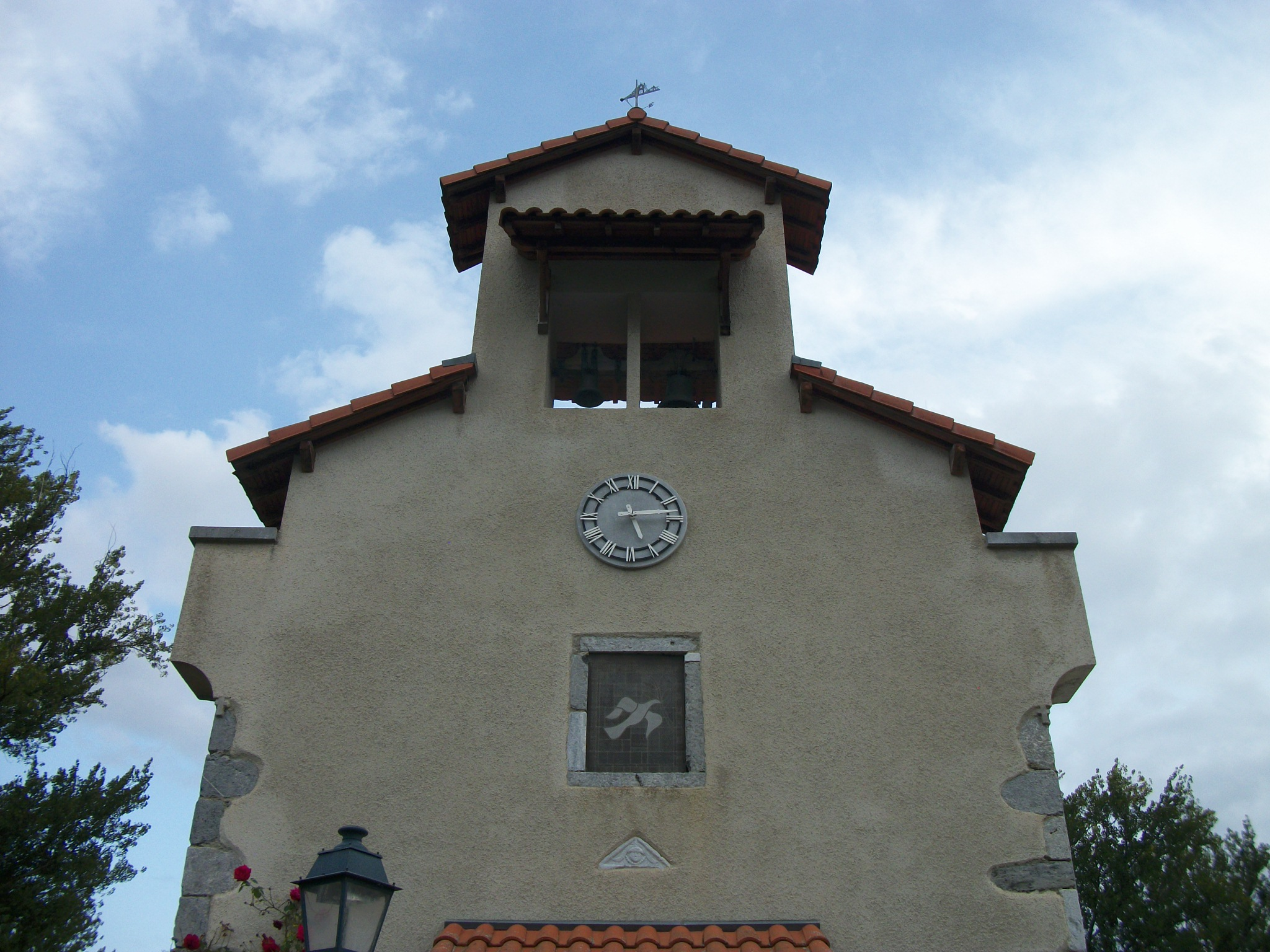
Le clochet mur
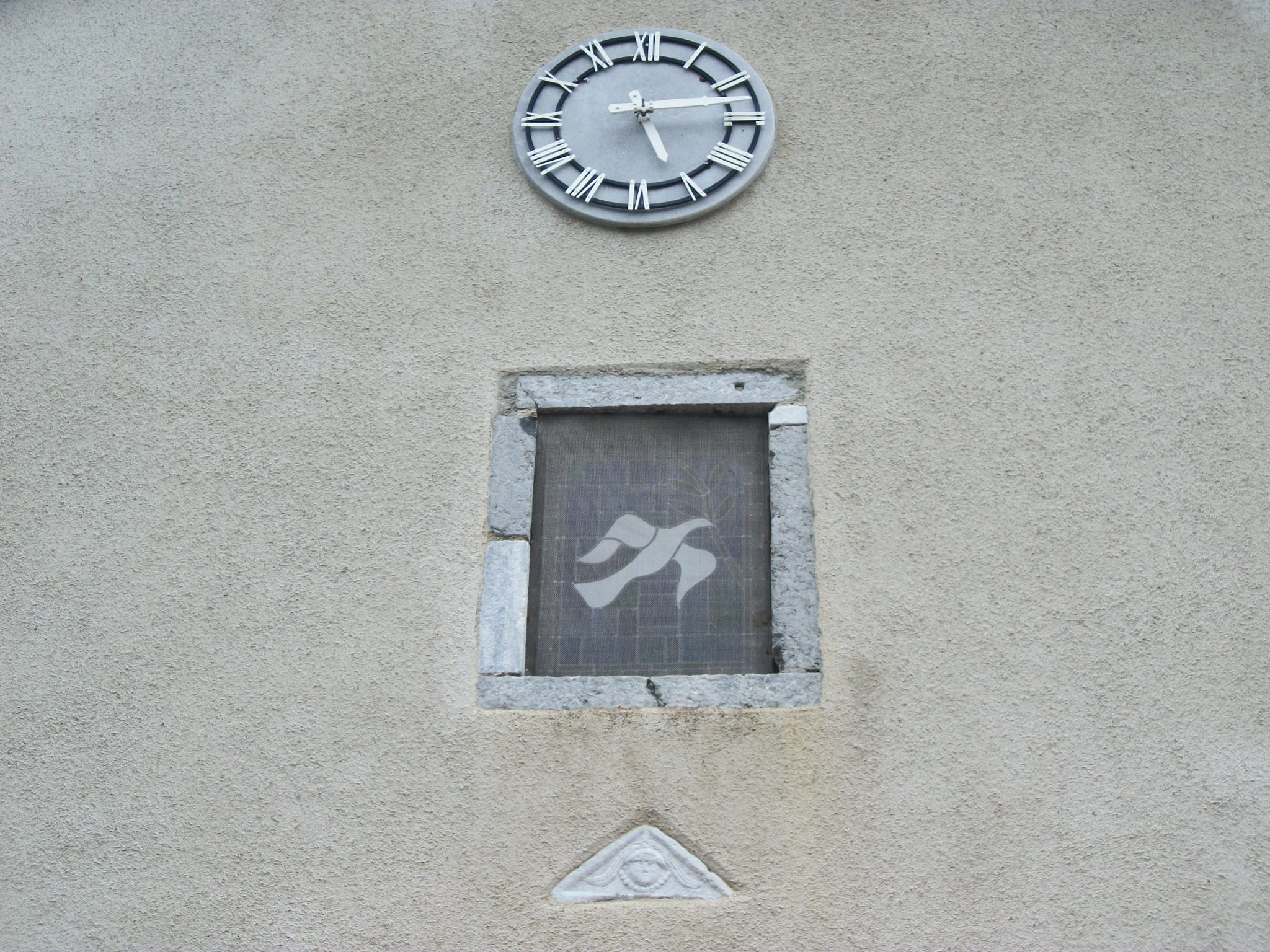
Au milieu est dessiner une colombe avec au bec un rameau d'olivier (symbole de paix), au-dessus une horloge, et au-dessous encastrer dans le mur, une pierre en marbre en forme de triangle où est sculpté un visage de femme avec un collier
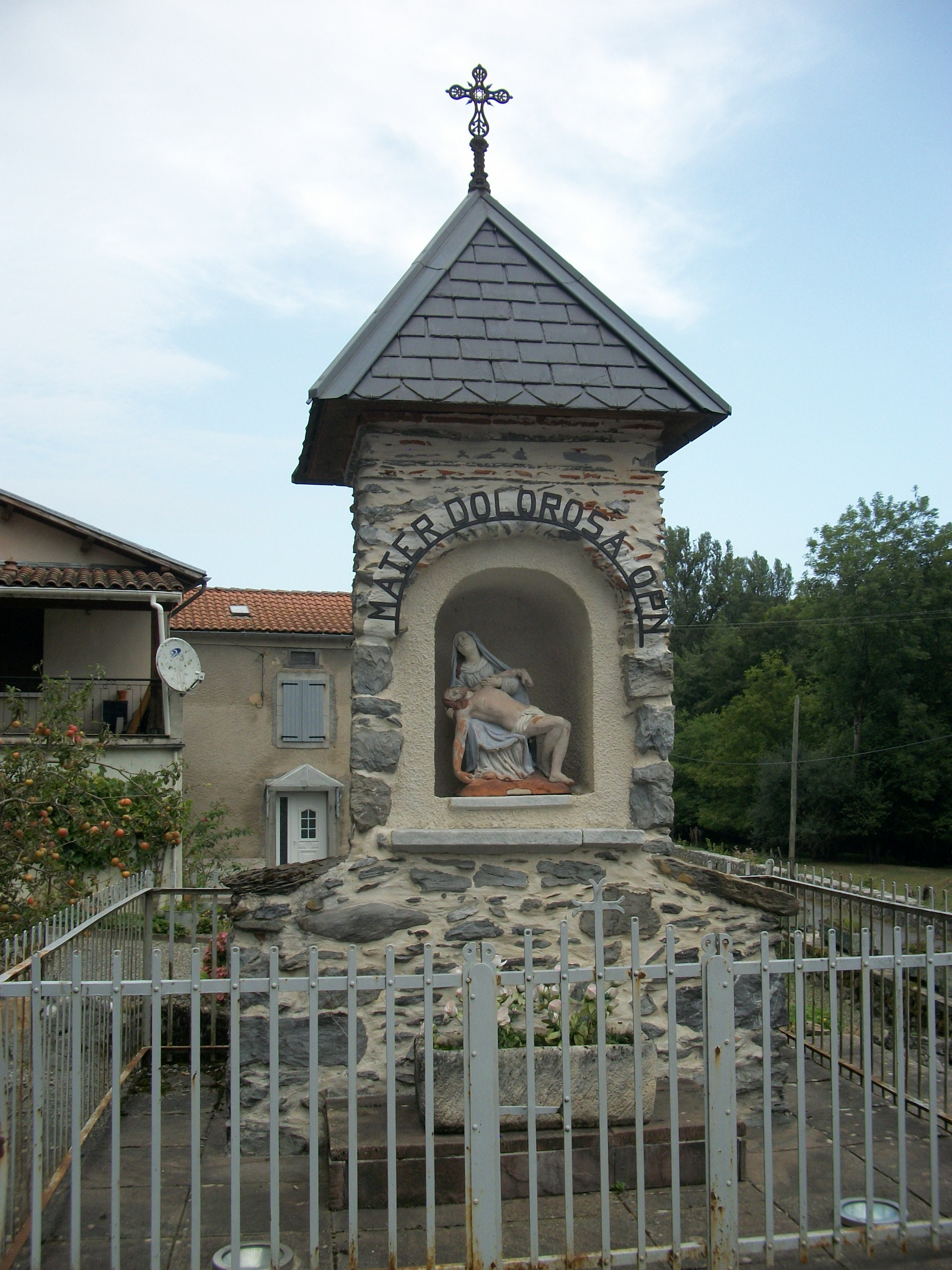
Montjoie Notre-Dame de Pitié
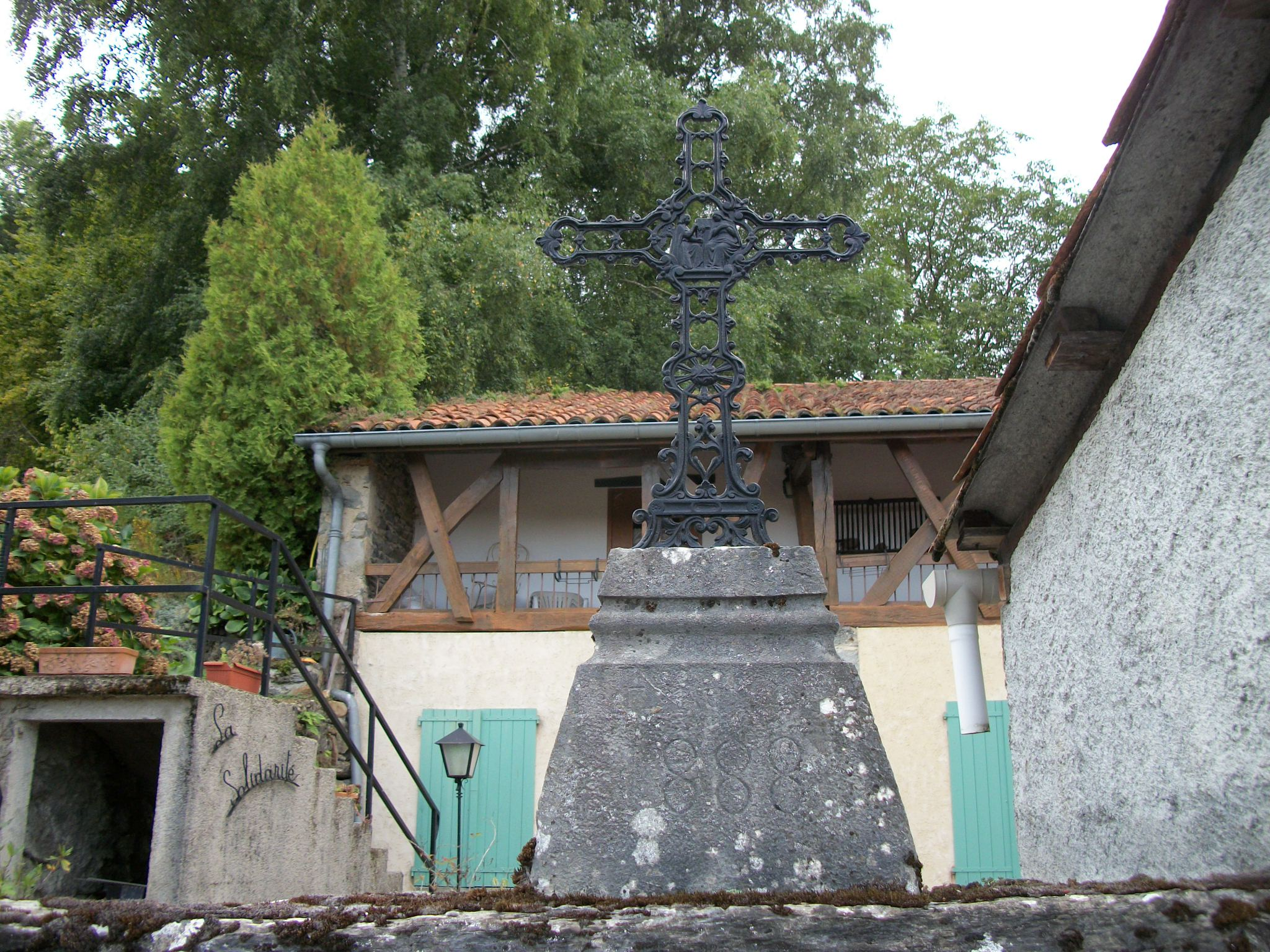
Une croix placer en 1888
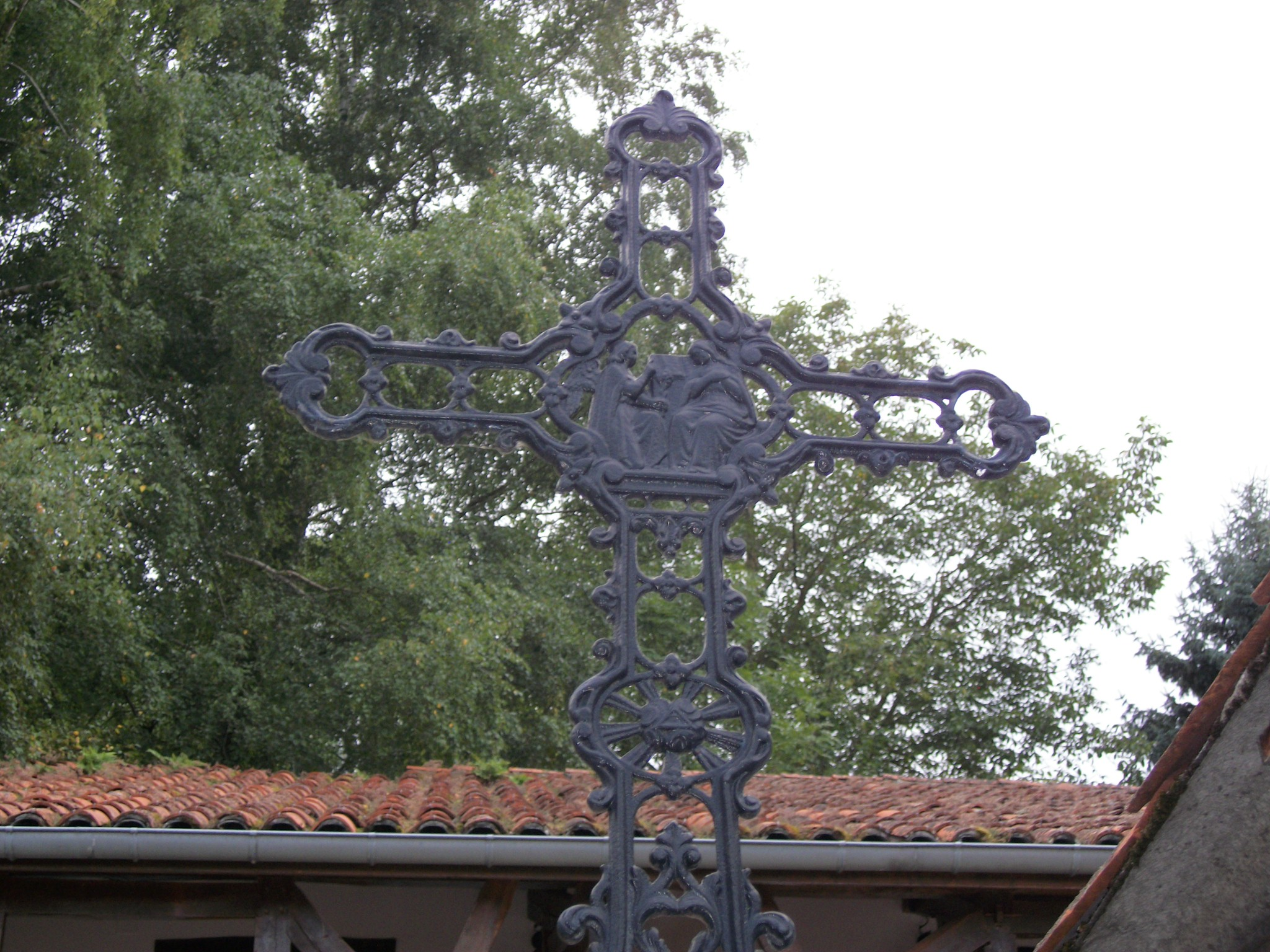
Détail de la croix, en bas un triangle symbole de la trinité, au centre de la croix, Saint-Joseph offrant un bouquet de fleurs à Marie

- Abreuvoirs.

Sélection de vues diverses
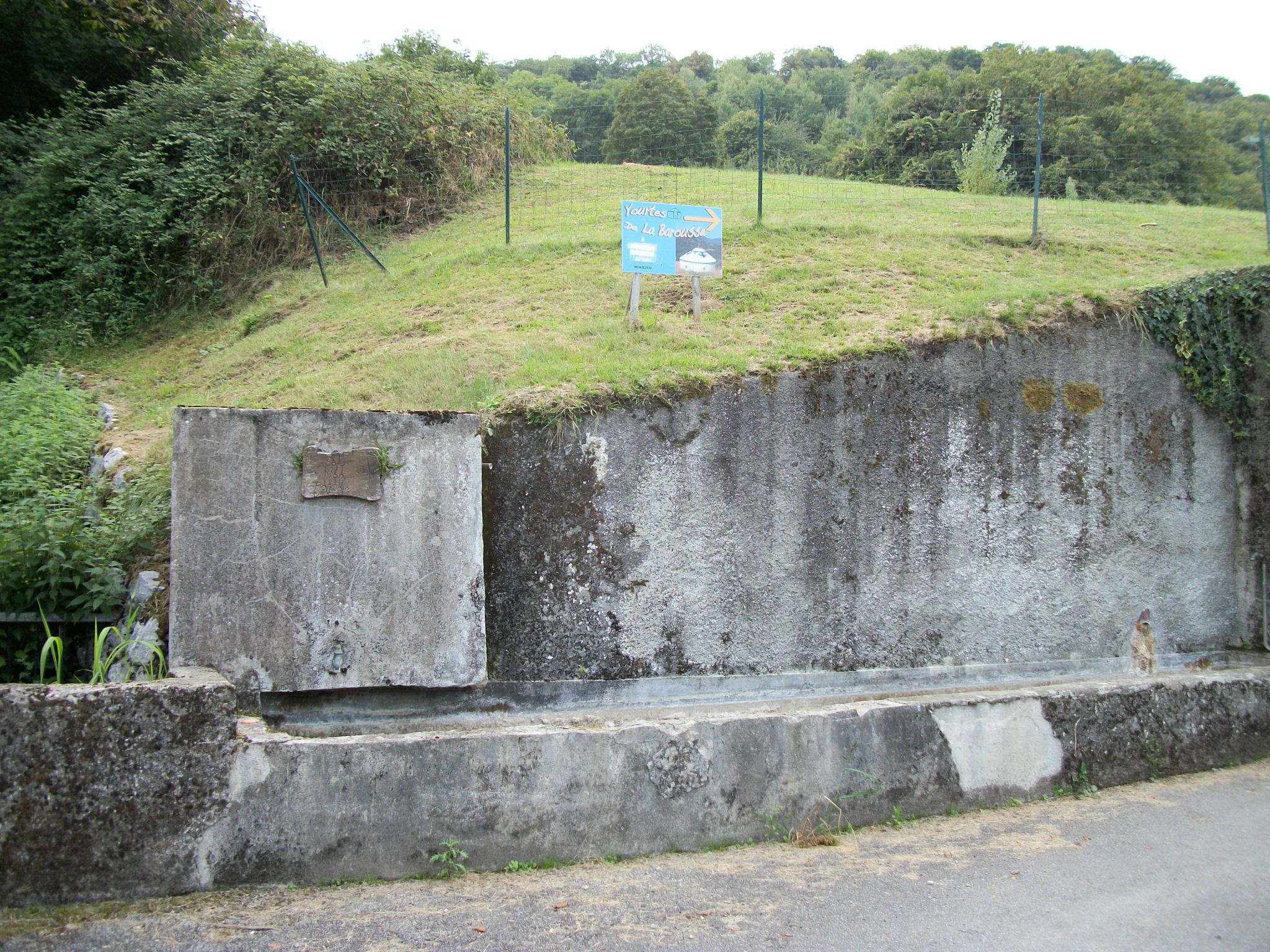
Un abreuvoir
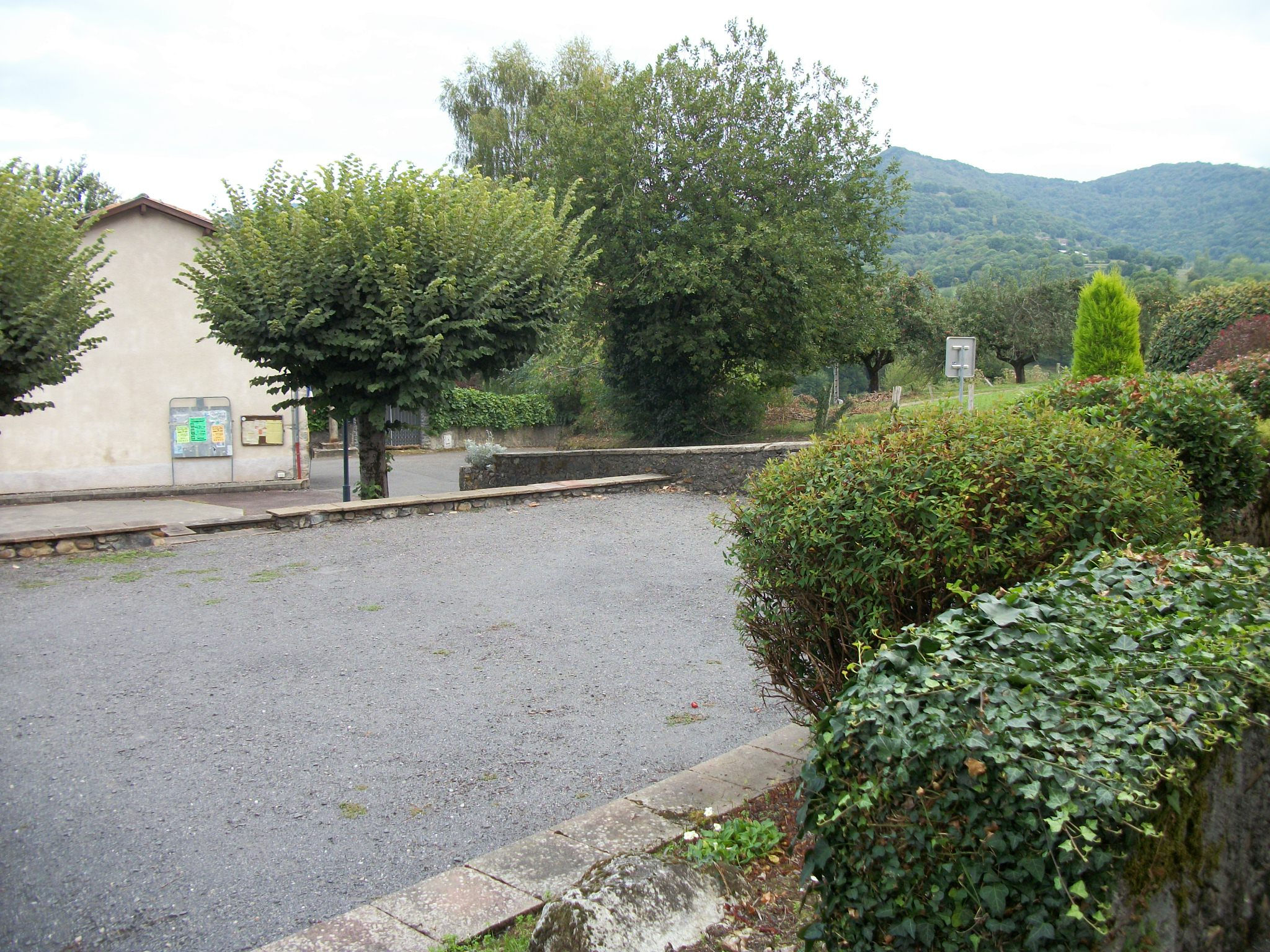
Le boulodrome
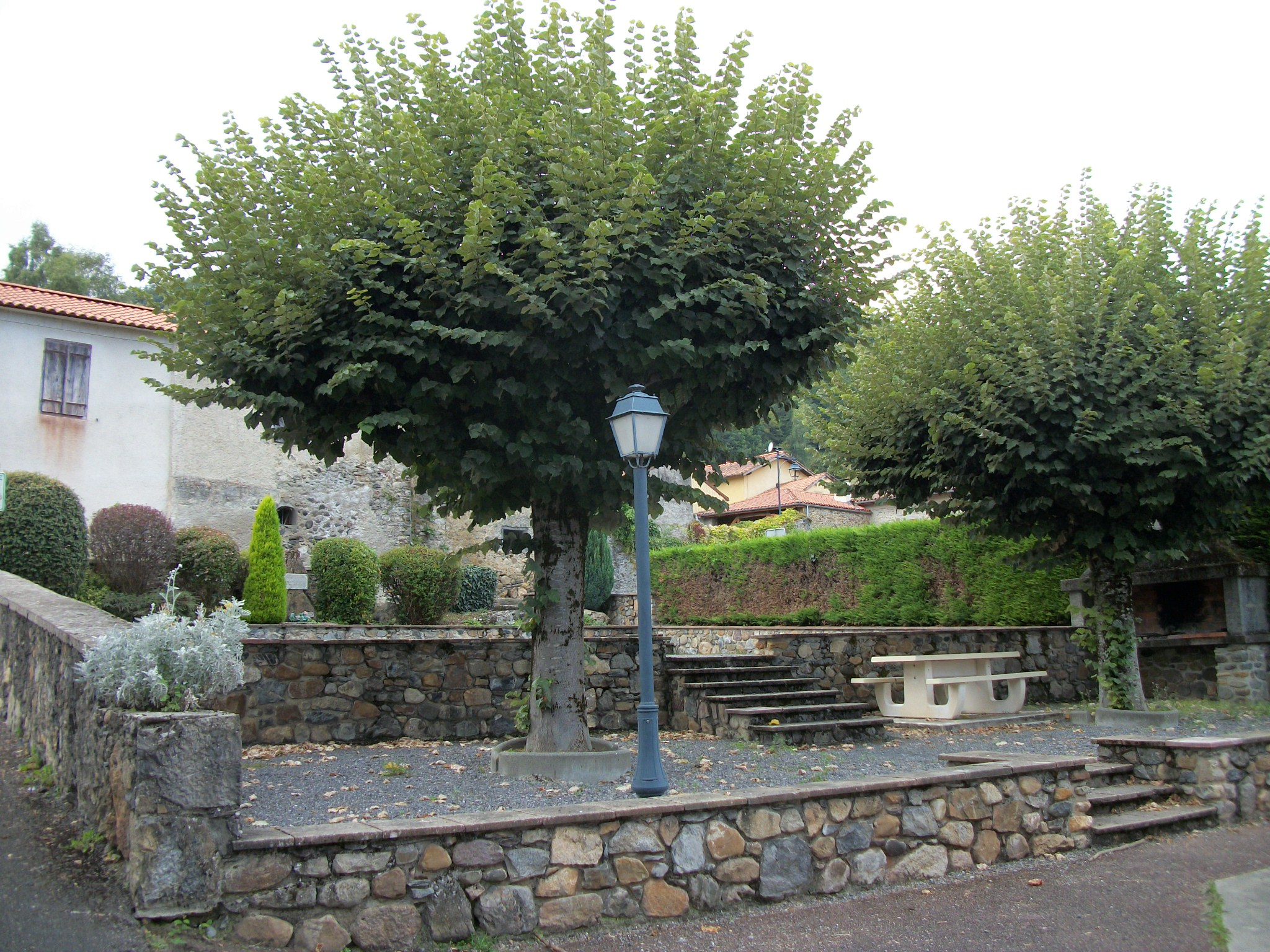
Espace de détente à côté de la mairie
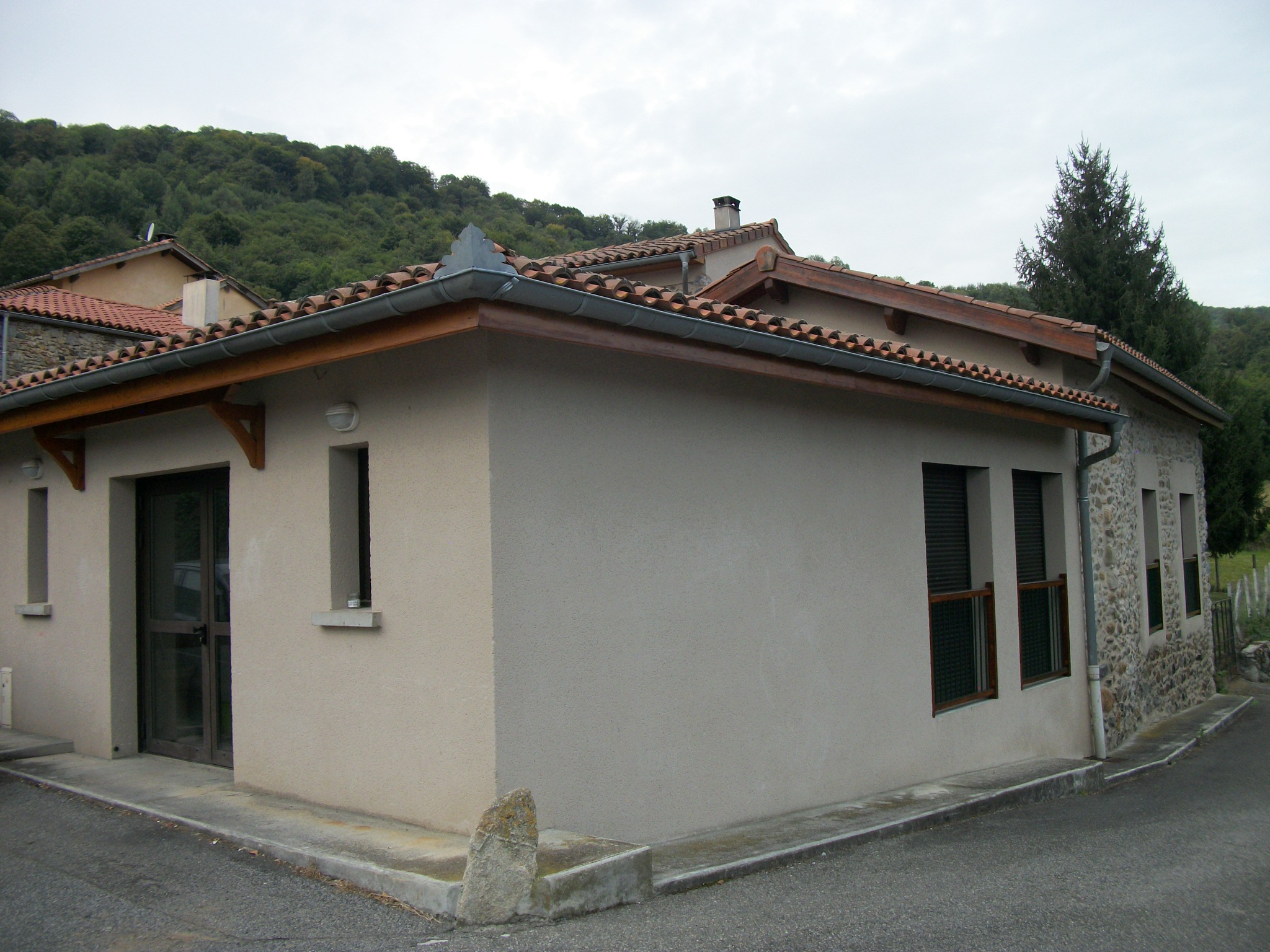
La salle communale
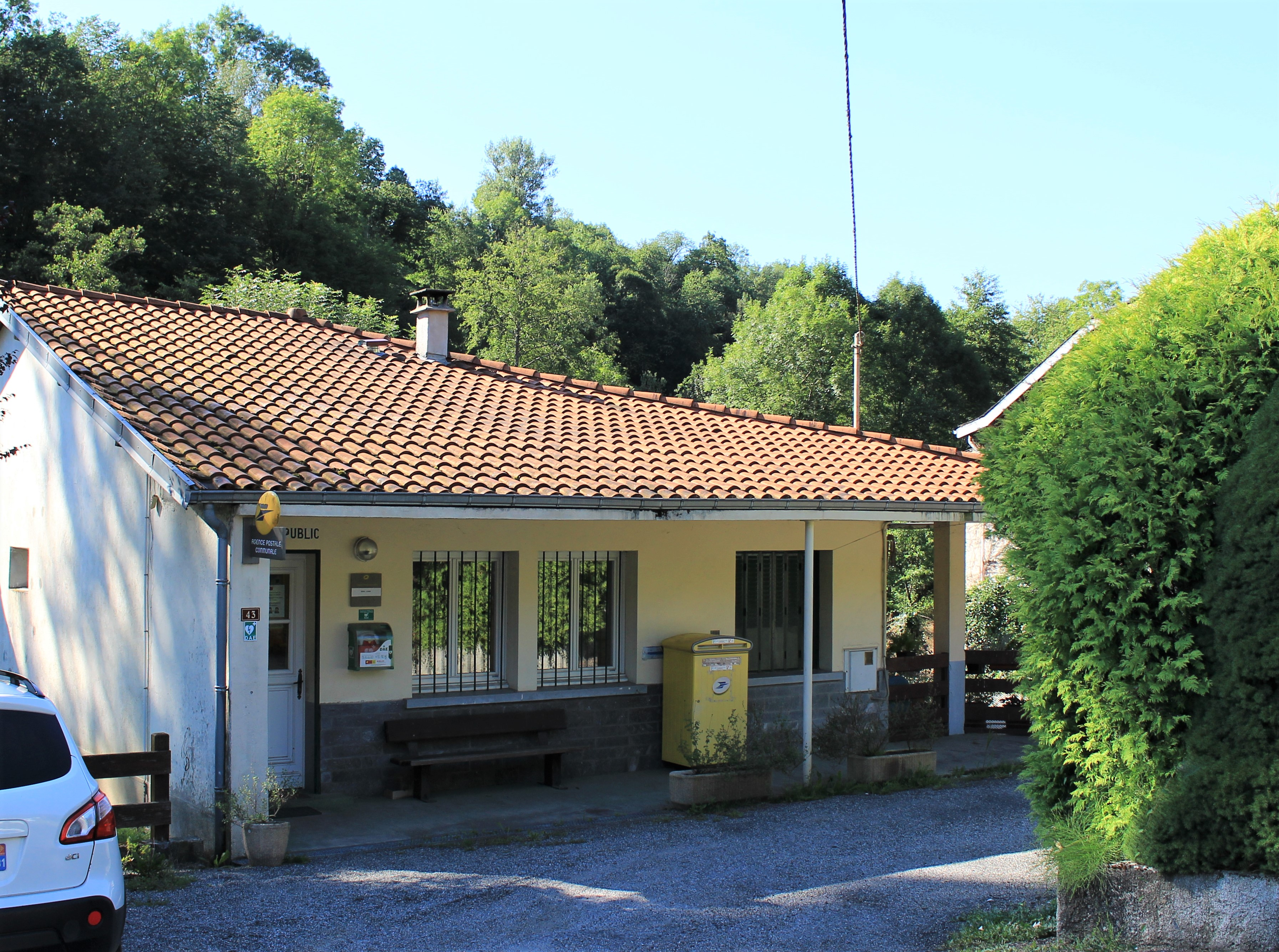
La poste
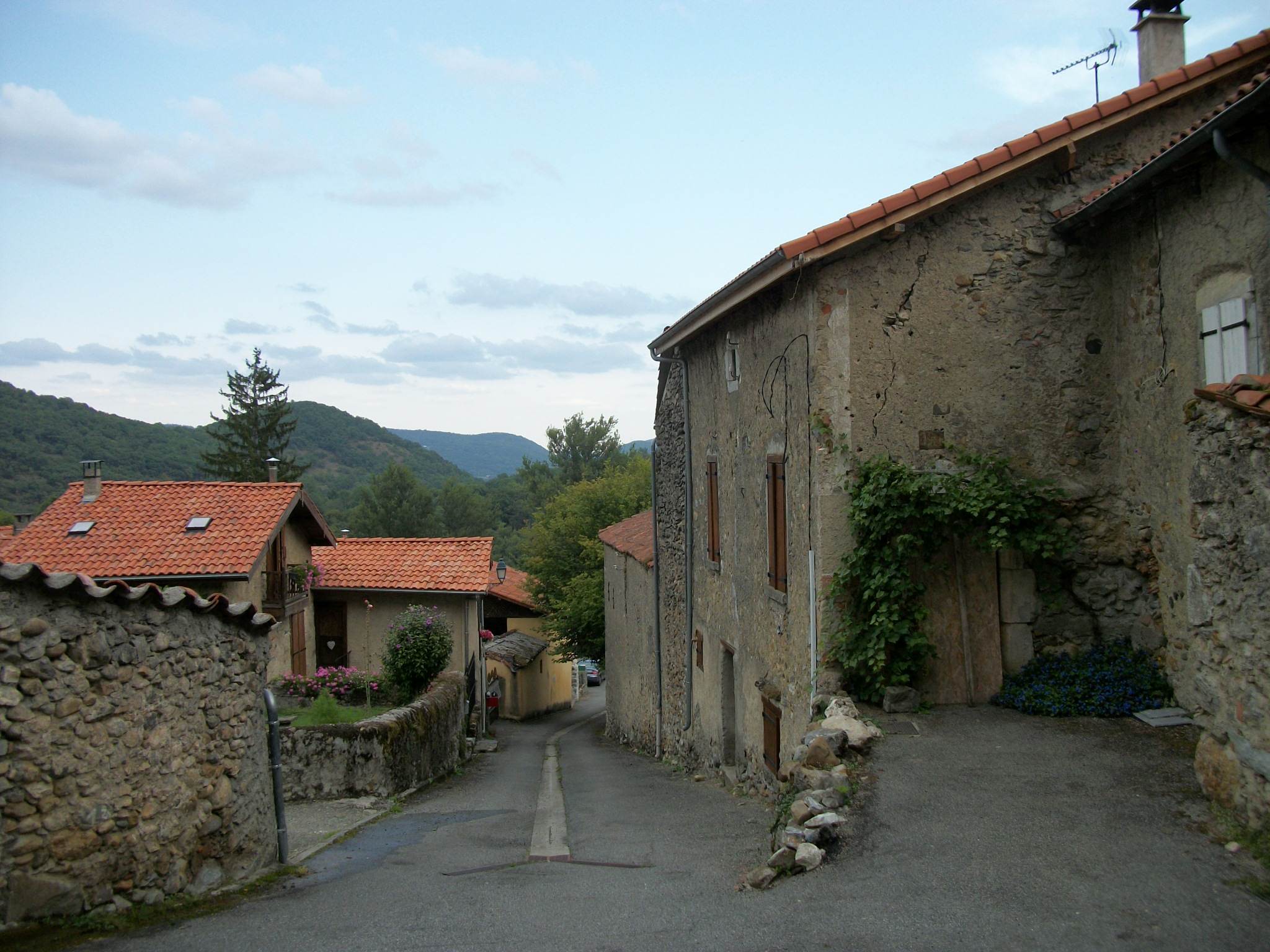
Une rue du village
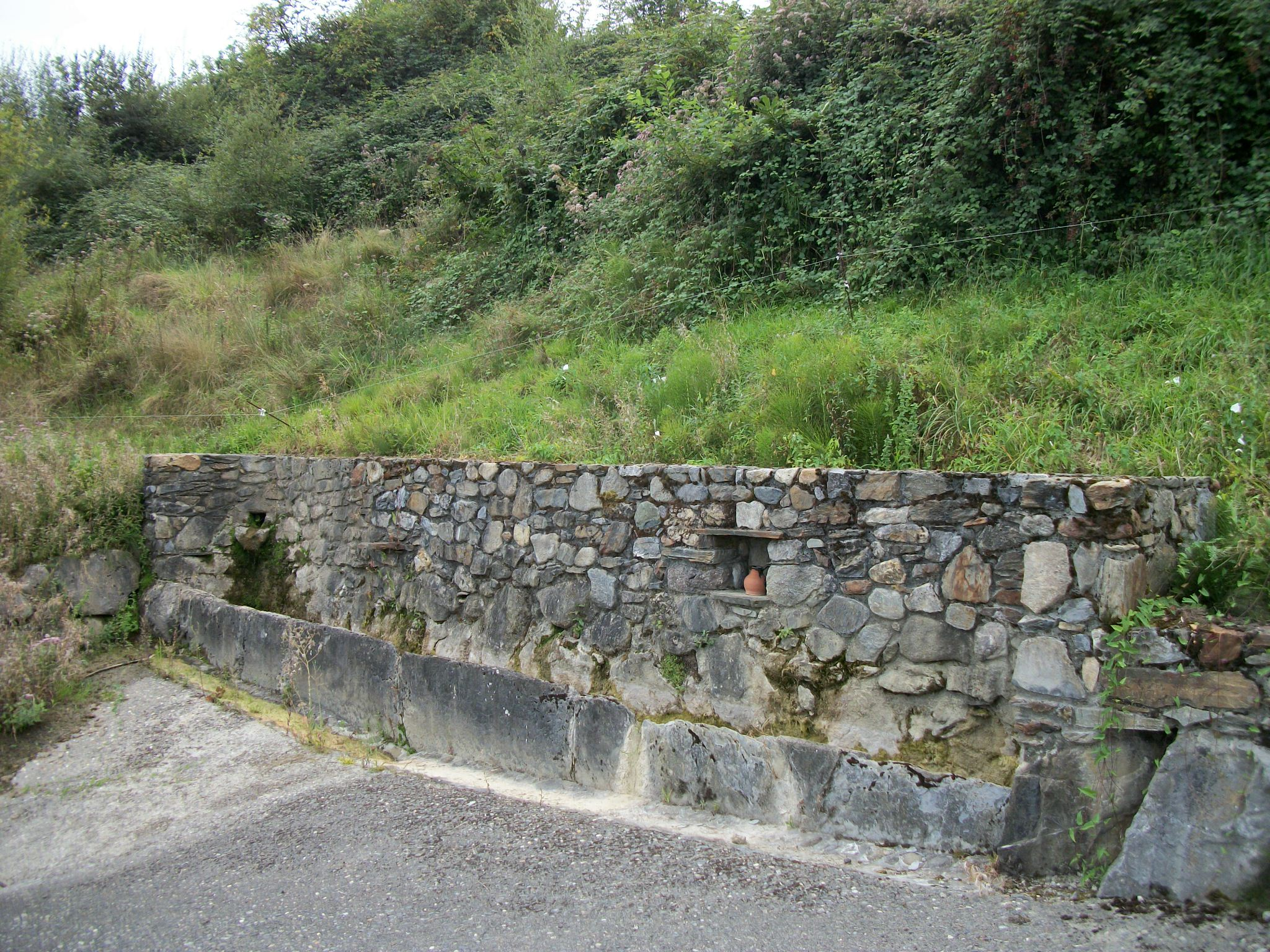
Un ancien abreuvoir
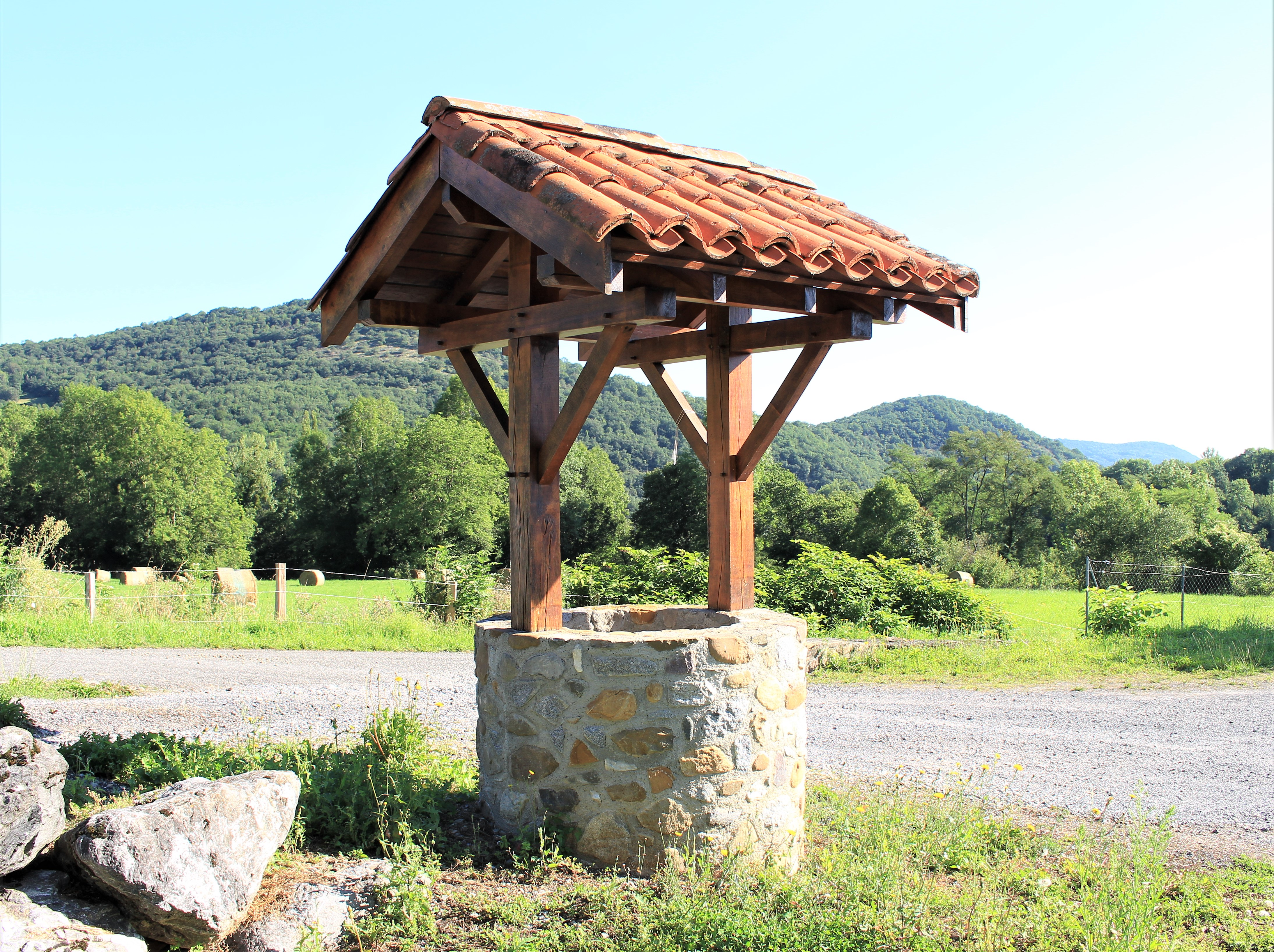
Un puits
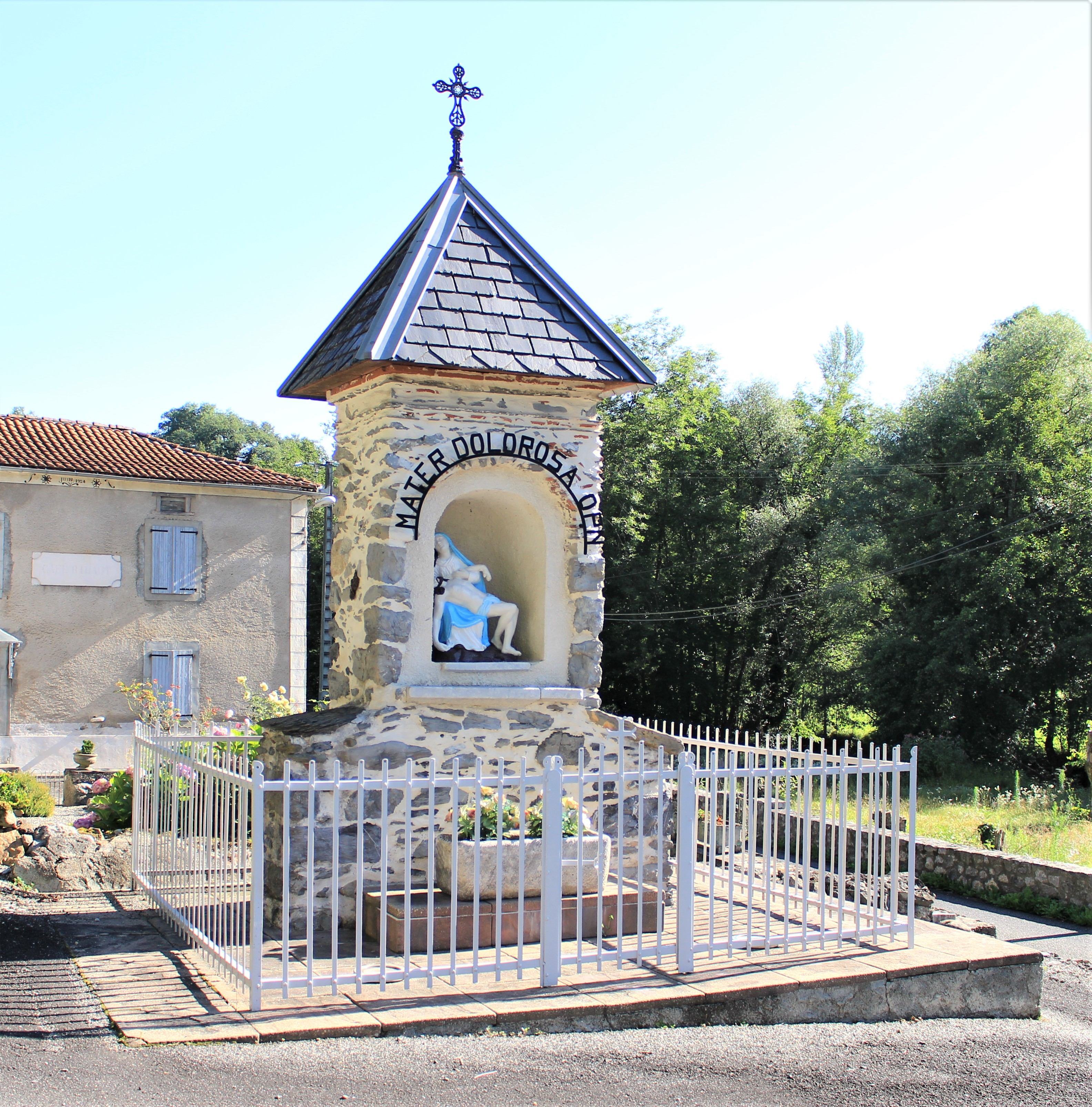
Montjoie Notre-Dame de Pitié.
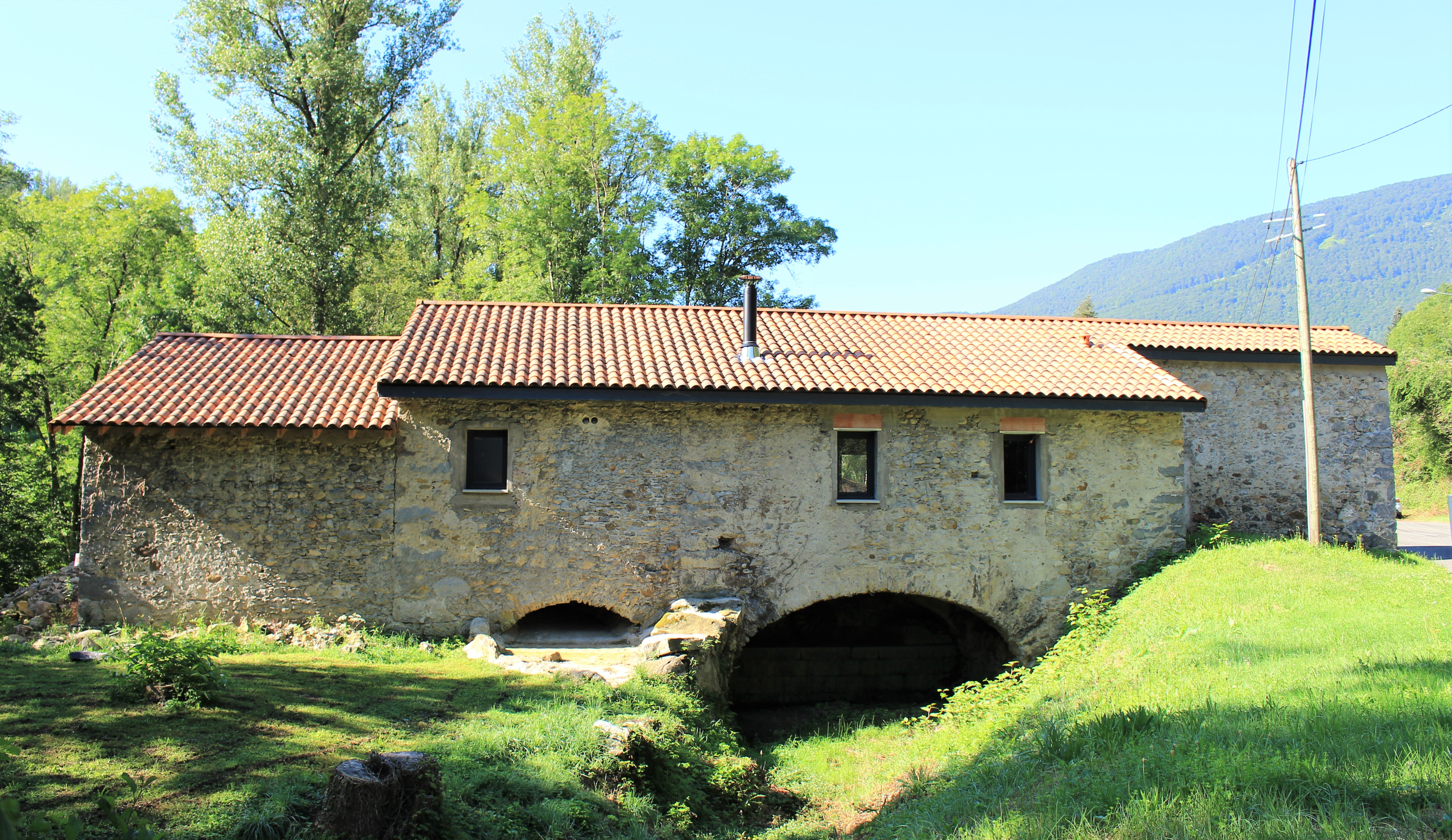
Un moulin.

### Héraldique
| Blason | Blasonnement : Parti : au premier de gueules au lion d'argent, au second aussi de gueules à l'épée basse d'argent ; le tout sommé d'un chef cousu d'azur chargé de trois fleurs de lys d'or. Commentaires : blason officiel vérifié auprès de la mairie. |